# Biserica Sfântul Nicolae Domnesc din Iași
Biserica „Sfântul Nicolae Domnesc” din Iași este o biserică ortodoxă din municipiul Iași, construită de Ștefan cel Mare în perioada 1491-1492 și refăcută în anii 1884-1904 de arhitectul francez André Lecomte du Noüy, prin demolare și reconstruire pe aceeași fundație și aproximativ în forma sa inițială, înlăturându-se adaosurile ulterioare. Este situată în centrul orașului, pe Str. Anastasie Panu nr. 65, în preajma vechii Curți Domnești, între Palatul Culturii și Casa cu arcade (Casa Dosoftei).
Fiind situată în imediata vecinătate a vechii Curți domnești și pentru faptul ca aici au fost unși aproape toți domnii Moldovei, de la Despot Vodă până la Grigore Alexandru Ghica, bisericii i s-a spus „Sfântul Nicolae-Domnesc”, spre a o deosebi de alte construcții cu același hram. În a doua jumătate a secolului al XVII-lea, pentru o perioadă de câțiva ani (1677-1682), Biserica „Sf. Nicolae Domnesc” a îndeplinit rolul de catedrală mitropolitană.
Biserica „Sf. Nicolae Domnesc” din Iași a fost inclusă pe Lista monumentelor istorice din județul Iași din anul 2015, având codul de clasificare  IS-II-m-B-03962.

## Istoric

### Ctitoria lui Ștefan cel Mare

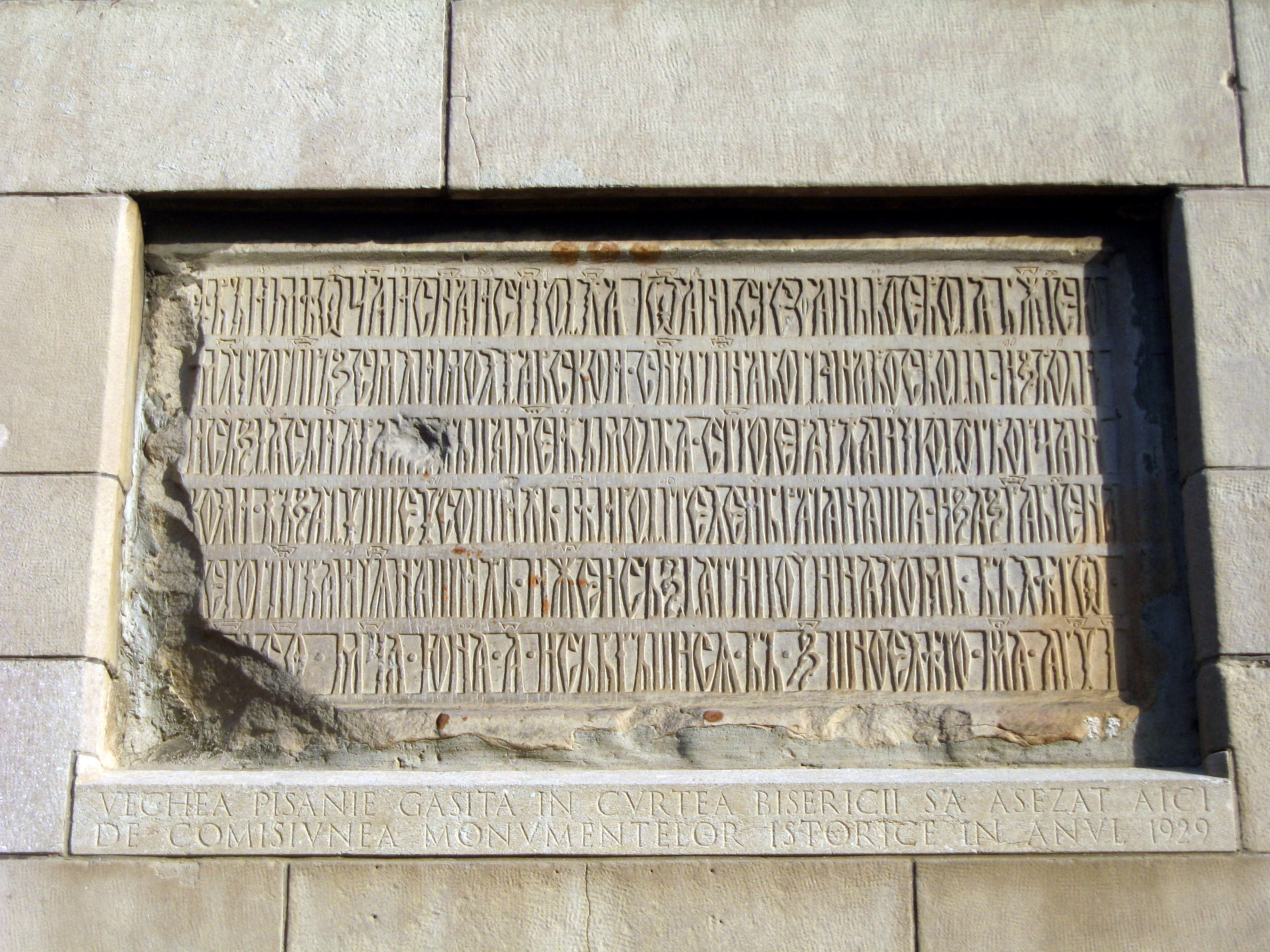
Pisania din vremea lui Ștefan cel Mare

Începând din secolul al XV-lea, domnitorii Moldovei au construit curți domnești în principalele orașe ale țării. Acolo locuia domnitorul când poposea la Iași. Curtea domnească din Iași este menționată documentar pentru prima dată într-un document din 8 octombrie 1434.
Orașul Iași a început să se dezvolte în vremea domniei lui Ștefan cel Mare (1457-1504), care a refăcut curțile și a poruncit construirea unei biserici cu hramul „Sfântul Nicolae”, în preajma curții domnești, înspre est.
În zidul bisericii, în dreapta intrării, se află o placă cu următoarea pisanie în limba slavonă:
„În numele Tatălui și al Fiului și al Sfântului Duh, Io Ștefan Voievod, din mila lui Dumnezeu Domnul Țării Moldovei, fiul Domnului Bogdan Voievod, a voit a zidi acest hram pentru pomenirea și ruga sfântului ierarh și făcător de minuni Nicolae și pentru sufletele adormiților bunic, părinți și frați ai noștri și pentru sănătatea domniei noastre și a copiilor noștri; pe care am și început a-l zidi în anul 6999 (1491) luna iunie 1, și s-a sfârșit în al 7000-lea (1492) luna august 10.”
În cronicile moldovenești există divergențe cu privire la anii construirii acestui lăcaș de cult. Grigore Ureche scrie în letopisețul său că biserica ar fi fost clădită de Ștefan după lupta cu turcii de la Cătlăbuga din 16 noiembrie 1485: Mai apoi, într-același an, Ștefan vodă, daca au scos vrăjmașii săi din țară și daca au răcitu vrémea și caii turcilor au slăbitu, au lovit pre Malcociu la Catlabuga, noemvrie 16, de au topit toată oastea turcească. Într-aceasta bucurie, daca s-au întorsu Ștefan vodă, au zidit bisérica pre numele sfântului Nicolae în târgul Iașiloru.. Această afirmație este contrazisă de Axinte Uricariul, în aceeași cronică, cu câteva rânduri mai jos, acesta trimițând cititorul la pisania de deasupra ușii de intrare în biserică, unde scrie că în anul 1491 au început lucrările la această biserică: Vă leato 6999 (1491). Într-acesta an să știi cetitoriule că au zidit Ștefan vodă bisérica lui sfeti Nicolae din târgul Iașii; de nu crezi, caută la vă leatul ce scrie deasupra ușii biséricii, iară nu cum scrie înapoi.
După mutarea la Iași a capitalei țării, în această biserică au fost miruiți, după stilul ungerii împăraților bizantini, și încoronați aproape toți domnitorii Moldovei, fiind considerată ca biserică domnească. Dimitrie Cantemir descrie acest obicei în lucrarea sa monografică, Descriptio Moldaviae (1714-1716). La o milă de Iași, alaiul domnitorului nou-ales era întâmpinat de caimacamii puși de el, prin scrisoare de la Constantinopol, împreună cu boieri, oșteni și târgoveți, după care intra cu pompă în oraș și se oprea în curtea Bisericii „Sf. Nicolae Domnesc”, unde descăleca. În fața ușii bisericii, mitropolitul îl întâmpina cu două lumânări mari, îl tămâia cu o cățuie și îi dădea să sărute crucea și evanghelia, după care era condus în biserică. Domnul pășea până la altar, îngenunchea în fața ușilor împărătești, iar mitropolitul îi punea patrafirul pe cap și citea cu glas tare rugăciunea pentru înscăunarea domnilor drept-credincioși, ungându-i fruntea cu Sfântul Mir. După această ceremonie, domnul se ridica în picioare și intra în altar unde săruta Sfânta Masă și icoanele. Se ducea apoi în mijlocul bisericii unde mitropolitul îi punea pe cap o coroană de aur împodobită cu pietre scumpe, în timp ce psalții cântau „Axion estin” („Cuvine-se cu adevărat”), îl apuca de brațul drept, iar postelnicul de brațul stâng și îl urcau pe tronul domnesc cu trei trepte, care se afla în partea dreaptă a bisericii. În această vreme, în jurul cetății erau trase câteva salve de tun. Odată ce se sfârșea slujba religioasă, domnitorul era înveșmântat în tinda bisericii cu straie domnești, după care ieșea din biserică. Ajuns în curte, el încăleca pe cal și se ducea la curtea domnească, însoțit de mitropolit și de boierii din Sfatul Domnesc, unde se urca pe tronul domnesc din sala sfatului, iar boierii se așezau pe scaunele lor, după rânduială.
Printre domnitorii care au fost unși în Biserica „Sf. Nicolae Domnesc”, cronicile îi amintesc pe următorii: Gheorghe Ștefan (1653, 1653-1658) , Dimitrie Cantemir (1693, 1710-1711) , Grigore al II-lea Ghica (1726-1733, 1735-1739, 1739-1741, 1747-1748)  și Constantin Mavrocordat (1733-1735, 1741-1743, 1748-1749, 1769-1769) . Ultimul domnitor care a fost uns în acest lăcaș de cult a fost Grigore Alexandru Ghica (1849-1856), la 2 octombrie 1849. Înainte de a participa la alegerea mitropoliților Moldovei, membrii Sfatului Domnesc veneau aici pentru a asculta liturghia.
De asemenea, aici se desfășurau principale ceremonii religioase ale Curții domnești cu prilejul sărbătorilor de Crăciun, Anul Nou, Bobotează și Paști.
În secolul al XVI-lea, probabil în timpul domniei lui Alexandru Lăpușneanu (1552-1561, 1564-1568), bisericii i-a fost adăugat un pridvor având deasupra sa o clopotniță de piatră. Călătorul rus Trifon Korobeinikov care a vizitat orașul Iași în 1593, consemna existența în oraș a peste zece biserici de piatră și de lemn, dintre care de catedrală slujește biserica Sf. Neculai făcătorul de minuni, mai mare și mai înaltă decât decât biserica Sf. Neculai-Gostuneanul [o biserică din Moscova]. Tot el menționează existența pridvorului cu o clopotniță deasupra sa, precum și faptul că biserica era pictată și în exterior. Specialiștii susțin că pictura exterioară pe care a văzut-o călătorul rus se referă la sfinții pictați în ocnițele bisericii.
În decursul timpului, Biserica „Sf. Nicolae Domnesc” a suferit avarii provocate de incendii și cutremure, fiind reparată în mai multe rânduri. Unii cercetători presupun că prima reparație a fost făcută după invazia turcilor din 1538, când este posibil ca lăcașul de cult să fi suferit ceva stricăciuni. Alte stricăciuni au fost provocate probabil de focul pus de tătari în 1650 , când, după relatările lui Miron Costin, (...) au arsŭ atuncea tot orașul. Unde și unde au rămas câte o dugheniță. Curtea cea domnească, casele boierilor și tot orașul într-o mică de ceas cenușe au stătutŭ (...).
Biserica a fost profanată în perioada 20-28 iulie 1672, cu prilejul trecerii prin Iași a sultanului Mehmed al IV-lea în drumul său spre Camenița, când a fost transformată temporar în moschee. În următorii trei ani, lăcașul de cult a rămas închis până la urcarea pe tron a domnitorului Antonie Ruset (1675-1678), când a fost resfințită. Cu privire la aceste evenimente, cronicarul Ion Neculce a relatat următoarele: Dzic atunce să fie strigat și hogea în clopotniță la Sfete Neculaiu, ș-au stătut beserica pecetluită păn’ la vinirea cu domnia lui Antonie-vodă.

### Refacerile lui Antonie Ruset și cele ulterioare

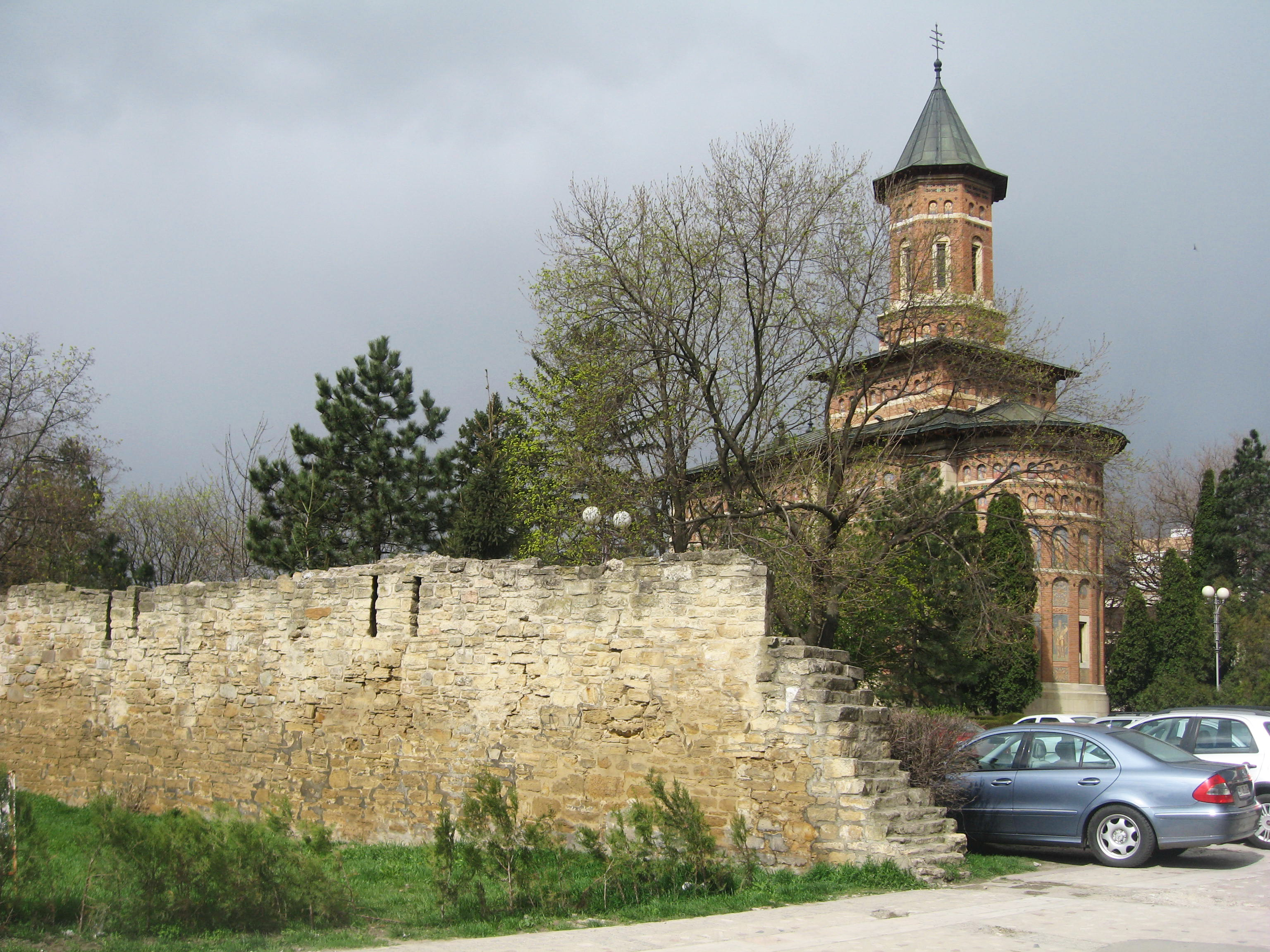
Porțiune rămasă pe latura sudică din zidul construit de Antonie Ruset

În anul 1676, după ce fusese închisă timp de peste trei ani, biserica era aproape cu totul ruinată , fiind descoperită și având clopotnița stricată. În primăvara acelui an, domnitorul Antonie Ruset, grec de origine, fiindu bun și milostiv, s-au apucat a face lucruri dumnedzăiești, beserici, să rămâie pomană. Au dires clopotnița la Sfetei Neculaiu, o au șindilit pestetot și au făcut zidǔ împregiur și au zugrăvitǔ pristolul, cum să vede, și au adus și apă pe vale, păn-în zidul aceștii beserici, carei pe urmă cu vremea s-au astupat, netocmind-o nime.
A fost reparată clopotnița, au fost zugrăviți pereții interiori ai bisericii, s-a reconstruit zidul din jurul bisericii în 1677 și a fost construită o cișmea în zidul de incintă dinspre poarta cea mare a curții domnești. De asemenea, a construit o gropniță pentru îngroparea sa. Specialiștii presupun că tot atunci a fost demolat peretele despărțitor dintre pronaos și naos și înlocuit cu două coloane care susțin trei arcade. Tot Antonie Ruset a dăruit bisericii două sfeșnice mari de bronz și mai multe vase liturgice de argint. Ca urmare a mazilirii lui Antonie Ruset, lucrările au fost continuate de Gheorghe Duca (1665-1666, 1668-1672, 1678-1683). În primăvara anului 1679, s-a finalizat pictarea pereților interiori de la ferestre în jos.
Într-una dintre clădirile din jurul bisericii, domnitorul Antonie Ruset a mutat reședința mitropolitului Moldovei. Într-un hrisov din 29 martie 1677, domnitorul sus-menționat precizează că (...) i-am făcut zidu și chelii prinpregiur și o am făcut și aceasta scaon de Mitropolie, să fie închinată scaunului celui vechiu, Mitropoliei de Suceavă (...) ca să hie amândouă un scaun de Mitropolie nedespărțite a toată Țara Moldovei (...) în mâna părintelui (...) Dosoftei, arhiepiscop și mitropolitul a toată țara. Dan Bădărău și Ioan Caproșu justifică transformarea Bisericii „Sf. Nicolae Domnesc” în catedrală mitropolitană prin faptul că la acea dată Biserica Albă era deteriorată și nu se putea sluji în ea. Urmașii pe tron ai lui Antonie Ruset s-au arătat probabil nemulțumiți de această soluție, iar spre sfârșitul secolului al XVII-lea, prin 1682, Doamna Anastasia, soția lui Gheorghe Duca, a construit pe locul cimitirului Bisericii Albe o biserică nouă cu hramul Stratenia (Întâmpinarea Domnului), care a preluat rolul de catedrală mitropolitană.
În anul 1680, mitropolitul Dosoftei Barilă (1671-1674, 1675-1686) a instalat o tiparniță într-o clădire din incinta mănăstirii „Sf. Nicolae Domnesc”, aici fiind tipărite mai multe cărți în limba română, printre care: Molitălvnic de-nțeles (1680); Viața și petrecerea sfinților în patru volume (1682-1686); Parimiile preste an (1683); Dumnezeiasca Liturghie (ed. a II-a, 1683) și Octoihul (1683).
Cronicarul Ion Neculce consemnează niște reparații făcute la începutul secolului al XVIII-lea, în perioada 1703-1705, de Doamna Ana, soția domnitorului Mihai Racoviță (1703-1705, 1707-1709, 1716-1726): Și doamna mării-sali încă s-au apucat de-u tocmit și-au șindilit Mitropolie ce vechi, cu toate cheltuieleli ce au trebuitu, de cînta sfînta leturghie și astădzii, că era pustiită de mult. Plecând de la această afirmație, unii autori (printre care Nicolae Grigoraș și Constantin Cihodaru) au tras concluzia că Doamna Ana a reparat Biserica „Sf. Nicolae Domnesc”, deoarece aceasta ar fi fost deteriorată. Profesorii Dan Bădărău și Ioan Caproșu au susținut că este vorba de Biserica Albă (care se afla în zona unde este astăzi Catedrala Mitropolitană), care îndeplinise anterior rolul de catedrală, și nu de Biserica „Sf. Nicolae Domnesc”, care îndeplinise pentru o scurtă perioadă rolul de catedrală.

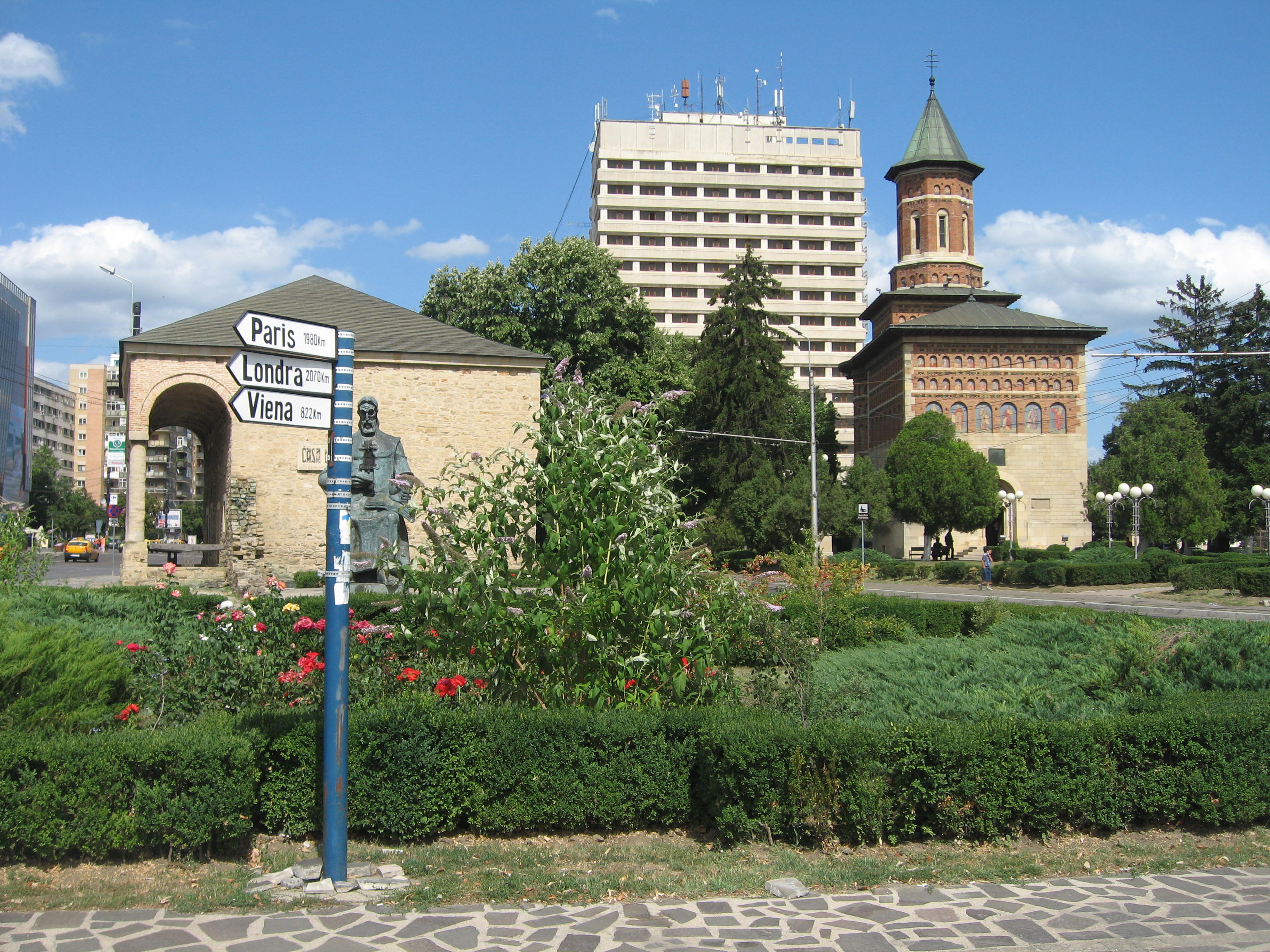
Casa cu arcade, statuia mitropolitului Dosoftei, Hotelul Moldova și Biserica „Sf. Nicolae Domnesc”

Aflat într-o vizită de trei zile la Iași, țarul Petru cel Mare al Rusiei a vizitat la 26 iunie 1711 mănăstirile Trei Ierarhi, Golia și Sf. Nicolae Domnesc. Această vizită este consemnată de Nicolae Costin care scrie că de acolo (de la Golia n.n.) învărtejindu-să au mărsu și la sfetii Nicolae, și apoi la curte. Ion Neculce consemnează că împăratul rus a admirat mănăstirile văzute: au umblat pren toate mănăstirile (...) și mult lăuda împăratul lucrurile.
În secolul al XVIII-lea , biserica a fost extinsă înspre vest, fiind construită o clădire masivă (cu o suprafață de peste 1,5 ori mai mare decât cea a bisericii inițiale) cu două altare laterale, lipită de fațada vestică a bisericii lui Ștefan cel Mare. Această clădire adăugată ulterior avea două altare: unul închinat Sfântului Ștefan (pe latura de nord) și altul Sfintei Varvara (pe latura de sud), între care se afla un pridvor.
Unii autori (printre care N.A. Bogdan ) au susținut că acest adaos datează din vremea lui Antonie Ruset, dar nu există mențiuni documentare în acest sens. Ținând cont de faptul că prima atestare documentară a celor două altare ale clădirii adăugate ulterior a avut loc în anul 1786, unii cercetători (printre care Dan Bădărăru și Ioan Caproșu) și-au exprimat părerea că acestea ar fi fost construite în a doua jumătate a secolului al XVIII-lea, odată cu intensificarea legăturilor cu Rusia , iar alții (Constantin Cihodaru) au susținut că cele două altare ar data din timpul domniei lui Ioan Teodor Callimachi (1758-1761).
Biserica a ars la 20 aprilie 1723 , la 9 martie 1753  și în 1784, fiind mereu reparată. Reparații generale s-au efectuat în 1790. La începutul secolului al XIX-lea, ea a fost avariată de cutremurul din 12 martie 1814, mitropolitul Veniamin Costachi însărcinându-l pe arhimandritul Inochentie Burghele cu reparația bisericii. Focul din 1821, din vremea eteriștilor, a produs stricăciuni bisericii și celor două altare, atunci arzând acoperișul. Biserica și cele două altare au fost reparate, lucrările fiind finalizate la 29 martie 1826. Edificiul a fost afectat și de incendiul din 19 iulie 1827 , precum și de cel din 1853.
În fiecare altar se slujea în limbi diferite. Astfel dacă în altarul central se slujea în limba română, în cel din stânga (al Sf. Ștefan) se slujea în limba slavonă și apoi în rusă, iar în cel din dreapta (al Sf. Varvara) se slujea în limba greacă. În timp, se mai schimbau locurile unde se celebrau slujbele în cele trei limbi.
Altarul Sf. Ștefan avea condici matricole separate și o pecete proprie pe care era înscris anul 1676. În secolul al XIX-lea, aici se slujea în limba rusă, printre preoții slujitori fiind chiar etnici ruși ca Gheorghe Banișewski (pe la 1865) sau ieromonahul Dorofte, care venise de la Muntele Athos și a slujit aici prin 1870-1878, a participat la Războiul Ruso-Turc din 1877-1878 ca voluntar la Crucea Roșie rusească și a continuat să slujească la Iași până la demolarea bisericii.
Înainte de începerea lucrărilor de restaurare, Biserica „Sf. Nicolae Domnesc” avea cinci hramuri și anume: Sf. Nicolae (6 decembrie) - hramul altarului principal, Sf. Varvara (4 decembrie) - hramul altarului lateral sudic, Sf. Ștefan (27 decembrie) - hramul altarului lateral nordic, Sf. Mina (11 martie) - care s-a serbat cât timp s-a aflat aici Icoana Sf. Mina, considerată făcătoare de minuni, și Sf. Ecaterina (25 noiembrie).

### Reconstruirea bisericii de către Lecomte du Noüy

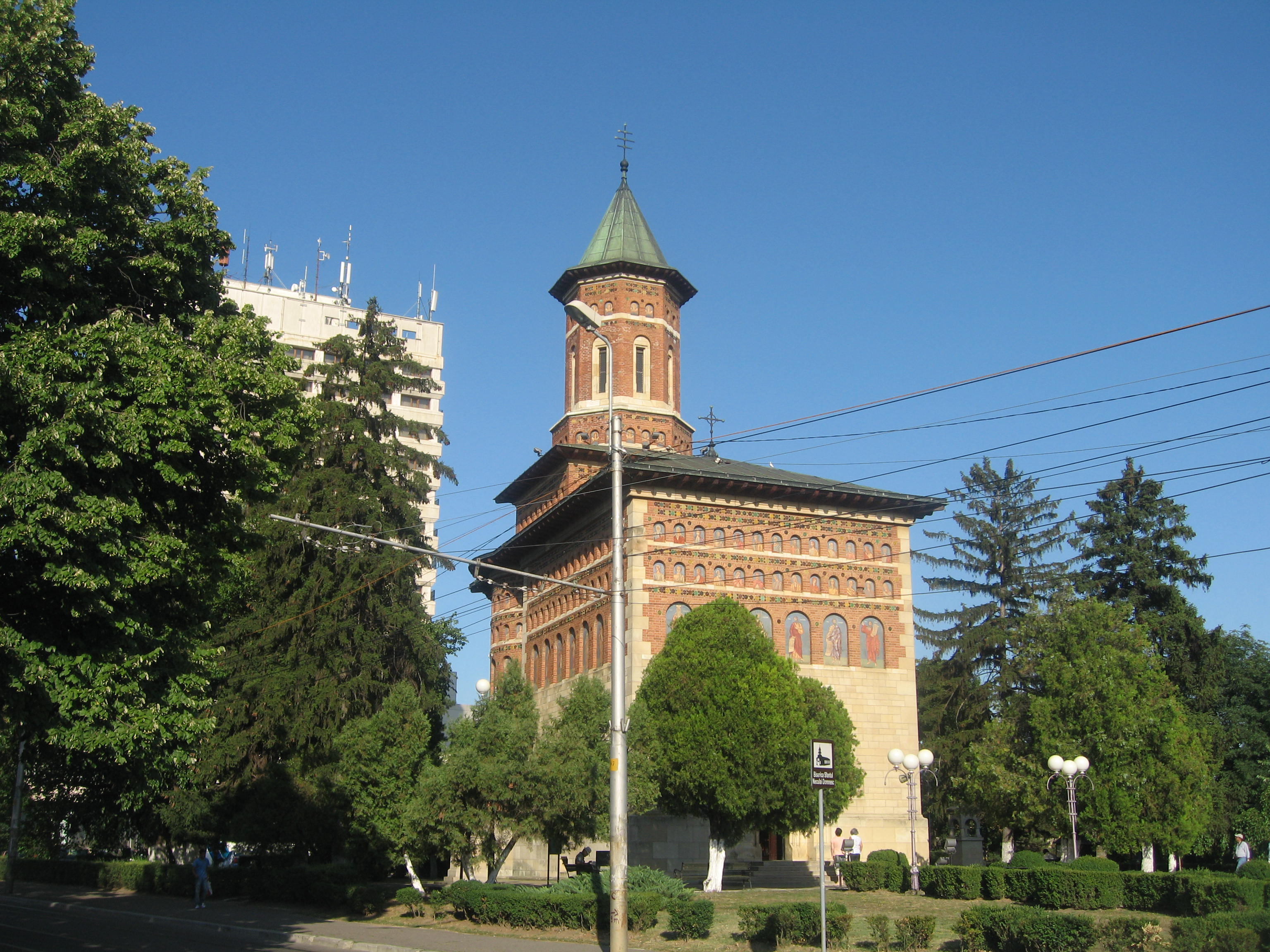
Biserica „Sf. Nicolae Domnesc” văzută dinspre vest

În a doua jumătate a secolului al XIX-lea, biserica era în pericol de prăbușire, având nevoie urgentă de o restaurare temeinică. În primăvara anului 1884, la cererea unor deputați, s-a votat alocarea sumei de 100.000 lei pentru restaurarea Bisericii „Sf. Nicolae Domnesc”. Ministerul Cultelor i-a cerut arhitectului francez André Lecomte du Noüy, care lucra la restaurarea Bisericii „Sf. Trei Ierarhi” din Iași, să întocmească un raport cu privire la starea de conservare a Bisericii „Sf. Nicolae Domnesc” și a lucrărilor de restaurare necesare, precum și un deviz de lucrări. Au fost instalate schele și s-a trecut la examinarea minuțioasă a zidăriei.
Arhitectul restaurator a constatat că piatra plesnise din cauza incendiilor, pereții erau crăpați din cauza cutremurelor, iar la colțuri erau fisuri enorme de la temelie până la acoperiș; în plus, lemnele care susțineau bolta putreziseră, iar aceasta se putea prăbuși la orice cutremur. După propriile sale cuvinte, adaosul din secolul al XVIII-lea se afla în cea mai proastă stare, rău construit încă de la început, piatra plesnise de focuri, crăpături enorme se produseră de cutremure, încât zidurile amenințau să cadă. Astfel, în rapoartele sale, el se pronunța pentru demolarea în întregime a bisericii și reconstruirea sa din temelie, mai durabilă, (la 4 noiembrie 1884) sau pentru demantelarea adaosului din secolul al XVIII-lea și restaurarea doar a vechii biserici (la 21 aprilie 1885). Cu supravegherea lucrărilor a fost însărcinat inspectorul Nicolae Gabrielescu.
După începerea lucrărilor de restaurare la Biserica „Sf. Nicolae Domnesc”, preotul paroh Gavriil Ursu a amenajat un paraclis în Casa cu arcade, aducând aici Sfânta Masă, catapeteasma altarului Sf. Ștefan (unul dintre cele trei altare a bisericii, aflat pe latura nordică) și icoana Sfântului Mina Egipteanul, considerată a fi făcătoare de minuni.
În mai 1885, Ministerul Cultelor l-a delegat pe Grigore Tocilescu pentru cercetarea mormintelor, care au fost deschise în nartex. În morminte au fost găsite un inel sigilar de argint cu o inscripție în slavonă, costume de mătase, fragmente de broderie de aur și argint etc. Săpăturile arheologice au fost făcute defectuos, atrăgând critica mai multor specialiști, printre care și V.A. Urechia. Unele pietre de mormânt s-au spart, iar altele au fost aruncate la întâmplare, piesele arheologice au fost risipite, unele dintre acestea nemaigăsindu-se ulterior.
În vara anului 1885, adaosul din secolul al XVIII-lea a fost demolat, fără a se încerca conservarea acestuia. Lucrările au staționat până în 1887 din cauza epuizării fondurilor alocate de guvern. Plecând într-o excursie de documentare la bisericile din Bucovina în iunie 1887, Lecomte du Noüy dădea dispoziție șefului lucrătorilor, George Valaca, să demanteleze și biserica construită de Ștefan cel Mare. Demolarea lăcașului de cult a început în primele zile ale lunii august, lucrătorii precizând că zidăria era șubredă. Cercetările arheologice efectuate aici au dus la descoperirea în morminte a unor costume vechi de mătase, cu fir, un inel de aur, smaralde, mărgăritare, câteva monede etc., care și ele au fost în mare parte risipite. O parte din inscripțiile de pe pietrele funerare au fost copiate de Teodor Burada.
Numeroși intelectuali ai vremii, printre care mitropolitul Iosif Naniescu și Mihail Kogălniceanu, au susținut păstrarea adaosurilor valoroase din decursul timpului. Lecomte du Noüy opta pentru refacerea unei construcții de 219,71 m² (biserica lui Ștefan cel Mare) în locul celei existente la anul 1884, de 568,40 m².
Mihail Kogălniceanu se pronunța pentru păstrarea caracterului multilingvistic al acestei biserici, pe motiv că la aceeaș oră, dinaintea acelorași ochi se oficia Sfânta Liturghie a ortodoxiei în trei limbi; în trei capele la rând: în mijloc se serba în limba veche grecească, de o parte în limba slavonă, de altă parte în limba română; cele trei limbi principale ale ortodoxiei vorbeau deodată în lauda Domnului. (…) Eu în tinerețele mele am asistat la liturghie și am văzut pe tus-trei preoții ridicând sântul potir și binecuvântând poporul în trei limbi. Hotărârea de a se face serviciul într-o singură limbă e o mare durere și e despuierea pentru orașul Iași de o tradițiune unică în felul său….
În 1890, Comisiunea Monumentelor Istorice a hotărât să se reconstruiască numai biserica înălțată de Ștefan cel Mare, aceasta fiind considerată singura demnă de a fi păstrată posterității. Această decizie a fost luată după o serie de dezbateri organizate de Comisie. După ce, la 12 mai 1890, membrii Comisiei (cu excepția lui Grigore Tocilescu) se pronunțau pentru refacerea bisericii cu trei altare, trei membri ai acestei instituții (Gheorghe I. Lahovary, Dimitrie A. Sturdza și Grigore Tocilescu) s-au deplasat la Iași la 30 iunie și au examinat la fața locului planurile de reconstrucție a monumentului istoric, optând pentru reconstrucția doar a bisericii lui Ștefan cel Mare.
Raportul arhitectului francez Henri Révoil (1822-1900) din 20 iulie 1890 a fost favorabil proiectului propus de Lecomte du Noüy, el declarând că soluțiile pentru conservarea bisericii nu ar fi avut succes și conchizând că biserica lui Ștefan cel Mare este singura demnă de a fi păstrată pentru posteritate. Cu toate acestea, inspectorul Nicolae Gabrielescu a publicat un Răspuns la raportul d-lui Révoil (Sinaia, 20 iulie 1890) (Iași, 1891, 60 p.) în care îl acuza pe arhitectul francez de atitudine părtinitoare față de activitatea conaționalului său, susținând că refacerea unei clădiri nu este restaurare, iar reproducerea unui monument nu are nici valoare istorică și nici artistică, deoarece niciodată nu se poate imita stilul artistic în toate detaliile.
Lecomte du Noüy a reconstruit biserica ținând cont de stilul bisericilor orășenești construite de Ștefan cel Mare și după tabloul votiv rămas de la Antonie Ruset. Înfățișarea actuală a bisericii reconstruită de André Lecomte du Noüy este asemănătoare cu cea din timpul domniei lui Ștefan cel Mare, existând unele diferențe față de aceasta și anume:
- zidurile edificiului au fost supraînălțate prin adăugarea unui al treilea rând de ocnițe, biserica devenind astfel mai zveltă;
- contraforturile din dreptul proscoomidiarului și al veșmântarului au fost înlăturate;
- păstrarea arcadelor ce datează din perioada lui Antonie Ruset în locul peretelui ce despărțea pronaosul de naos.

Cu ocazia reconstrucției bisericii, s-au efectuat și cercetări arheologice în jurul edificiului, găsindu-se morminte vechi în care se aflau obiecte prețioase. Vasile Panopol își amintea că văzuse, pe locul unde se reclădea biserica domnească, numeroase morminte răvășite și mormane de pietre funerare azvârlite la întâmplare.
Lucrările de reconstrucție au fost finalizate în anul 1904, cheltuielile ridicându-se la 645.000 lei. Biserica a fost resfințită la 2 octombrie 1904 în prezența întregii familii regale, a mai multor membri ai guvernului și a unui număr mare de demnitari. Urma se construiască și o clopotniță și un zid împrejmuitor, dar acestea nu s-au mai construit.

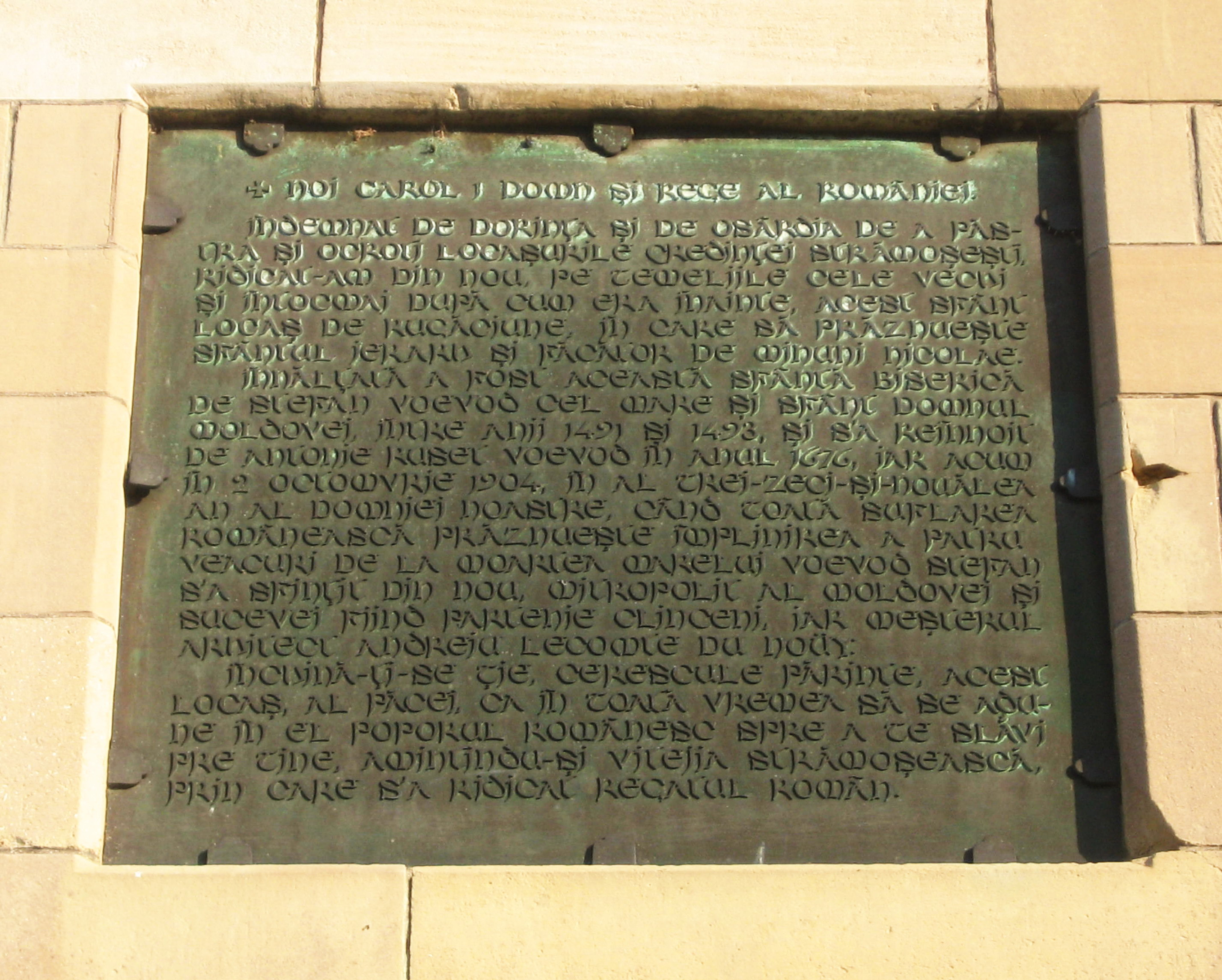
Pisania din vremea regelui Carol I

Deasupra intrării în biserică de pe latura de vest, s-a amplasat o placă de bronz cu următoarea inscripție:
+ Noi Carol I Domn și Rege al României
Îndemnat de dorința și de osârdia de a păstra și ocroti locașurile credinței strămoșești, ridicat-am din nou, pe temeliile celei vechi și întocmai după cum era înainte, acest sfânt locaș de rugăciune, în care să prăznuește sfântul Ierarh și Făcător de minuni Nicolae.
Înnălțată a fost această sfântă biserică de Ștefan Voevod cel Mare și Sfânt, Domnul Moldovei, între anii 1491 și 1493, și s'a reînnoit de Antonie Ruset Voevod în anul 1676, iar acum în 2 octomvrie 1904, în al trei-zeci-și-nouălea an al Domniei noastre, când toată suflarea românească prăznuește împlinirea a patru veacuri de la moartea marelui Voevod Ștefan, s'a sfințit din nou, mitropolit al Moldovei și Sucevei fiind Partenie Clinceni, iar meșterul arhitect Andreiu Lecomte du Noüy.
Închină-ți-se ție, Cerescule Părinte, acest lăcaș al păcei, ca în toată vremea să se adune în el poporul românesc spre a te slăvi pre tine, amintindu-și vitejia strămoșească, prin care s'a ridicat Regatul Român.
O altă inscripție a fost amplasată pe o placă de marmură, așezată în altar, în care se menționează daniile făcute de rege acestei biserici:
+ Noi Carol I Domn și Rege al României
Pătruns de evlavie și râvnă pentru drept-credincioasa biserică a lui Hristos, hărăzit-am în anul mântuirii 1904 și al Domniei noastre al trei-zeci-și-optulea, catapeteasma, stranele și odoarele din această sfântă biserică cu hramul sfântului Ierarh Nicolae ca prinos adus Împăratului Ceresc pentru ocrotirea ce ne a dat în timp de pace și de războiu, spre a întemeia Regatul Român.

### Istoricul bisericii după reconstruire
După reconstruirea bisericii, s-a amplasat câte o troiță de piatră pe locurile unde s-au aflat cele două altare laterale. Într-un raport înaintat în 1905 către Primăria orașului Iași, Teodor Burada arăta că pisania, sfărâmată la un colț, am găsit-o aruncată sub un nămol de pietre ce se află în ograda din dosul sălii gotice a bisericii Trisfetitele, alături de alte piese arheologice (pietre cu inscripții, discuri smălțuite etc.) păstrate în condiții necorespunzătoare. El cerea depunerea obiectelor găsite într-un muzeu sau la Universitate, după efectuarea unui inventar amănunțit, și efectuarea unei anchete pentru a se da de urma obiectelor dispărute. Burada se opunea solicitării Ministerului Instrucțiunii și Cultelor de a se trimite pisania la Muzeul de Antichități din București avându-se în vedere că biserica Sf. Neculai este terminată și nu se poate strica pentru a introduce pisania cu inscripția de la Ștefan cel Mare, el cerând ca pisania să fie încastrată în zidul bisericii. Abia în anul 1929, Comisiunea Monumentelor Istorice a încastrat pisania lui Ștefan cel Mare în zidul din dreapta intrării în biserică. Pe ancadramentul de jos al plăcii s-a săpat următoarea inscripție: Vechea pisanie găsită în cvrtea bisericii s'a așezat aici de Comisivnea Monvmentelor Istorice în anul 1929.
Zidul de incintă construit de Antonie Ruset se păstrează pe mici porțiuni. La sud de biserică se află o porțiune de zid care a fost consolidată în anii '70 ai secolului al XX-lea, iar la nord de biserică se găsesc urme de zid de o parte și de alta a Casei cu arcade.
Cutremurul din 4 martie 1977 a produs o rotire și o translație în plan orizontal a turnului Bisericii „Sf. Nicolae Domnesc” din Iași, pilaștrii fiind forfecați și deplasați cu circa 1–3 cm din poziția inițială la 1-1,5 m față de baza turnului.
În perioada 1989-1993 s-au efectuat unele reparații și s-au spălat picturile, după care lăcașul de cult a fost resfințit la 16 octombrie 1994 de mitropolitul Daniel Ciobotea al Moldovei și Bucovinei, în prezența patriarhului Bartolomeu Arhontonis al Constantinopolului.
Începând din anii '90 ai secolului al XX-lea, Biserica „Sf. Nicolae Domnesc” funcționează ca paraclis mitropolitan, sub administrarea Mănăstirii „Sf. Trei Ierarhi”.

## Mănăstirea „Sf. Nicolae Domnesc” - focar de cultură românească

### Tiparnița mitropolitului Dosoftei

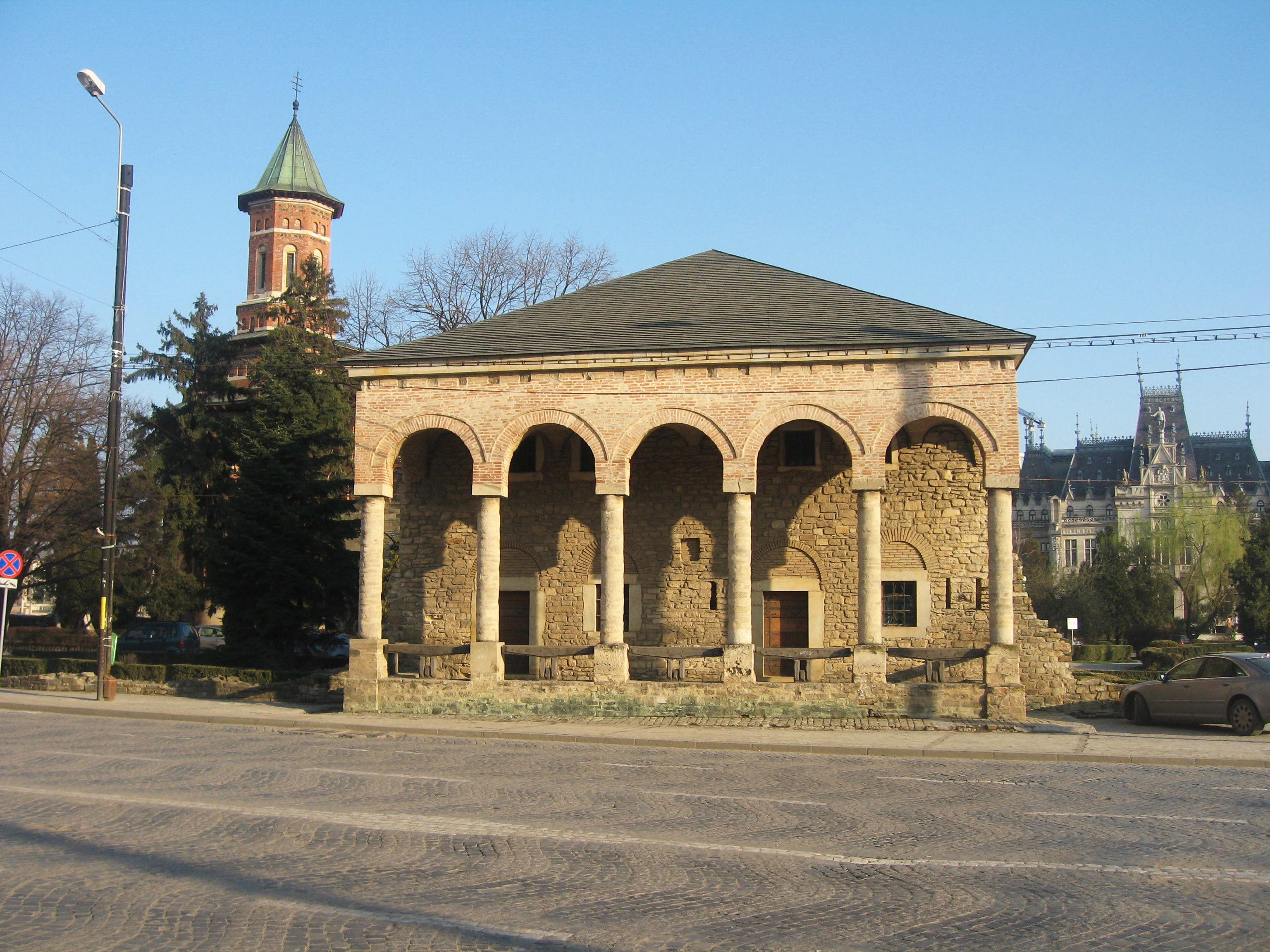
Casa cu arcade unde s-a amenajat secția de literatură veche a Muzeului literaturii române din Iași

Mitropolitul Dosoftei Barilă (1671-1674, 1675-1686) i-a scris boierului Nicolae Milescu, aflat în slujba țarului Feodor al III-lea, cerându-i să intervină pe lângă patriarhul Ioachim Savelov al Moscovei pentru a-i procura o mașină tipografică. La 15 august 1679, el îi scria direct patriarhului, scrisoarea sa fiindu-i dusă de boierul Ionașco Bilevici, agent al domnitorului pe lângă țar. Ca urmare, la începutul anului 1680, Ionașco Bilevici a dus în Moldova mașina tipografică, iar mitropolitul Dosoftei a instalat-o într-o clădire din incinta mănăstirii „Sf. Nicolae Domnesc”. În această tipografie au apărut cărți în limba română, printre care:
- Molitălvnic de-nțeles (1680) având, după prefață, un Poem cronologic despre domnii Moldovei, cu 136 versuri;
- Viața și petrecerea sfinților în patru volume (1682-1686) - lucrare de compilație scrisă de Dosoftei, după izvoare bizantine (Simeon Metafrast, Maxim Margunios) și slave;
- Parimiile preste an (1683) - tradusă de Dosoftei;
- Dumnezeiasca Liturghie (ed. a II-a, 1683);
- Octoihul (1683).

Între anii 1687 și 1693 nu s-a mai tipărit aici nicio carte, dar în 1697 a apărut Tâlcuirea evangheliei, în traducere românească realizată de Ieremia Cacavella, profesorul lui Dimitrie Cantemir.
Abia în anul 1753, mitropolitul Iacov Putneanul (1750-1760) a reînființat tipografia mitropolitană, dar nu în incinta Mănăstirii „Sf. Nicolae Domnesc”, ci în clădirile din curtea actualei mitropolii.

### Școala de la Sf. Nicolae
În a treia domnie a lui Constantin Mavrocordat (1733-1735, 1741-1743, 1748-1749, 1769-1769), mitropolitul Nechifor al Moldovei deschidea la 7 iulie 1749 școli românești cu un caracter elementar pe lângă bisericile Sf. Nicolae, Sf. Vineri și Sf. Sava, puse, toate trei, sub supravegherea unui preot. Aici puteau învăța și copiii orășenilor și, poate, ai unor țărani liberi, școlile având un caracter religios. Această școală a fost reorganizată de mitropolitul Iacov Putneanul (1750-1760), devenind una dintre cele mai renumite instituții de învățământ din Moldova , alături de școlile de la mănăstirile Neamț, Putna și Sf. Sava.
Celelalte școli au fost reunite, după 1762, într-un local construit lângă Mitropolie , dar se pare că școala de la Sf. Nicolae a continuat să funcționeze până în prima jumătate a secolului al XIX-lea.
În 1776, domnitorul Grigore Ghica al III-lea (1764-1767, 1774-1777) a plasat școala moldovenească de la „Sf. Nicolae Domnesc” sub controlul Epitropiei Școlilor, care urma să plătească și salariile profesorilor. Aici au predat ca profesori Gheorghe Evloghie (care a redactat în 1766 o trătadie ... cu osăbite regule asupra gramaticii în limba daco-română și a tradus un mare număr de documente din limba slavonă în limba română) și Ion Alboteanu (fost elev al lui Anton de Marki la școala preparandă din Cernăuți). După documente, în 1814 activau aici trei profesori care predau scrisul, cititul, aritmetica, elemente de teologie și muzica bisericească.
În prima jumătate a secolului al XIX-lea, cărturarul Gheorghe Asachi scria că Școala de la Biserica Sf. Nicolae Domnesc, tupilată sub zidul ce înconjura biserica, era singura școală românească din Iași și se susținea din milostenie.

## Necropolă domnească
În interior, lângă paraclisul Sf. Varvara, se afla mormântul pregătit pentru sine de domnitorul Antonie Ruset (1675-1678). Acesta nu a putut fi înmormântat acolo, deoarece a murit la Constantinopol.
În anul 1693, domnitorul Constantin Cantemir (1685-1693) a fost înmormântat în gropnița pe care și-o pregătise Antonie Ruset în această biserică, slujba religioasă fiind celebrată de patriarhii Ierusalimului, Antiohiei și Alexandriei și de un reprezentant al Patriarhiei Constantinopolului. Acest eveniment este consemnat în cronica lui Ion Neculce: Scos-au oasăle lui Cantemir-vodă, boiarii cei mari, afară, supt cortu, în ogrăjoara cea mică la curte domnească. Și l-au ținut trei dzile, pîn’ l-au grijit, ș-apoi l-au dus la Sfete Neculaiu de l-au îngropat în gropnița lui Antonie-vodă. Și s-au tîmplat atunce la prohodul lui 4 patrierhi, unul de Erusalim și altul de Antiohie și altul de Alicsăndrie și unul mazîl de Țarigrad, Iacob. Ș-au domnit puțin, nu deplin 8 anii, și ș-au plătit și el datorie după obiceiul acestei lumii.
În perioada 1705-1706, în timpul celei de-a doua domnii, Antioh Cantemir (1695-1700, 1705-1707) a refăcut Mănăstirea Mera (astăzi în județul Vrancea) , ctitoria tatălui său din 1686, după care a mutat acolo osemintele lui Constantin Cantemir.

## Descrierea bisericii

### Arhitectura

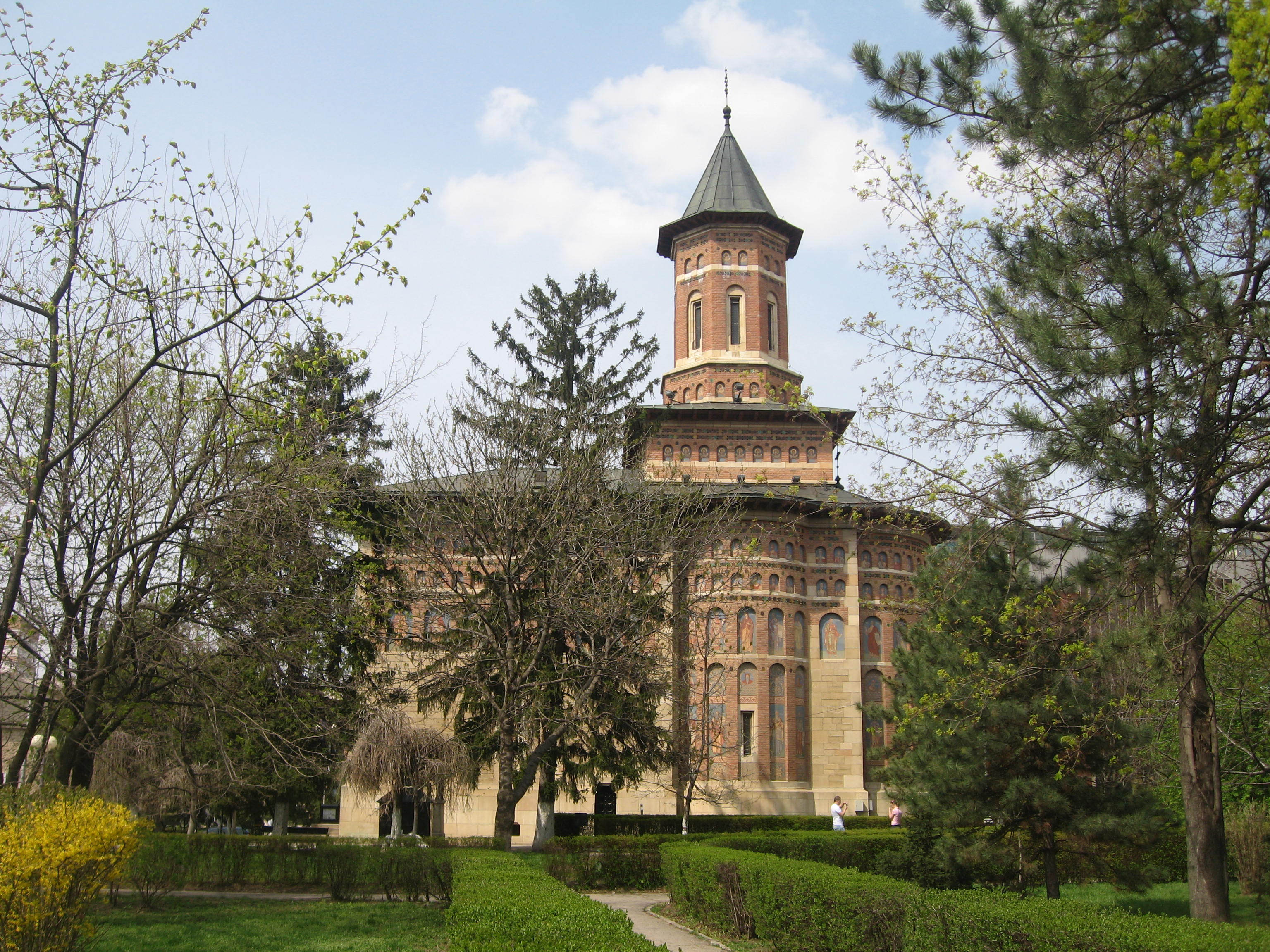
Latura sudică

Biserica „Sf. Nicolae Domnesc” din Iași face parte din grupul bisericilor orășenești construite de Ștefan cel Mare , caracterizate prin mărirea pronaosului prin lărgirea acestuia (Biserica Sfântul Ioan din Vaslui - 1490, Biserica Adormirea Maicii Domnului din Bacău - 1490-1491, Biserica Sfântul Nicolae din Dorohoi - 1495 și Biserica Sfântul Nicolae - Popăuți din Botoșani - 1496) sau prin lungirea lui (Biserica Sfântul Gheorghe din Hârlău - 1492). Acestea sunt mai încăpătoare decât bisericile sătești.
Biserica „Sf. Nicolae Domnesc” din Iași a fost construită din piatră brută și din piatră de talie la colțuri, având șiruri de cărămidă aparentă care încadrează arcadele oarbe și ocnițele și șiruri de discuri smălțuite de diferite culori sub cornișă.
Într-o broșură publicată în 1904, se află un releveu realizat de arhitectul André Lecomte du Noüy în care se observă înfățișarea bisericii de dinaintea reconstruirii sale. Pe lângă desen, restauratorul descrie biserica din punct de vedere arhitectonic. Lecomte du Noüy constata că, spre deosebire de Biserica „Sf. Trei Ierarhi” care impresionează prin bogăția, profunzimea și diversitatea ornamentațiilor exterioare, Biserica „Sf. Nicolae Domnesc” se remarcă prin simplitatea construcției.
Biserica avea plan treflat, cu abside semicirculare și cu pronaos supralărgit. Deasupra naosului se afla o turlă octogonală cu acoperiș țuguiat, așezată pe o bază octogonală. Zidul era susținut de contraforturi înalte în dreptul proscomidiarului și al veșmântarului. Pe absidele laterale se aflau arcade oarbe. Fațada bisericii ștefaniene era înconjurată deasupra ferestrelor de două rânduri de ocnițe, cele de jos fiind mai mari, iar cele de sus mai mici și mai numeroase.
În interior, biserica este compartimentată în pronaos, naos și altar. În biserică se intră printr-o ușă având un ancadrament cu muluri gotice. Pronaosul are formă dreptunghiulară, având deasupra o cupolă sprijinită pe pandantivi. Între pronaos și naos se afla un peretele despărțitor, care a fost demolat în vremea lui Antonie Ruset și înlocuit cu trei arcade susținute de două coloane. Deasupra naosului se află turla sprijinită pe arce mari.
Biserica reconstruită de André Lecomte du Noüy diferă de biserica construită de Ștefan cel Mare în următoarele aspecte:
- zidurile edificiului au fost supraînălțate prin adăugarea unui al treilea rând de ocnițe, biserica devenind astfel mai zveltă;
- contraforturile din dreptul proscomidiarului și al veșmântarului au fost înlăturate;
- ridicarea turlei pe două baze (pătrată și octogonală) în loc de o singură bază (octogonală) existentă anterior;[67]
- păstrarea arcadelor ce datează din perioada lui Antonie Ruset în locul peretelui ce despărțea pronaosul de naos.

Mobilierul bisericii (catapeteasma, stranele) din stejar aurit, precum și policandrele, sfeșnicele și candelele de bronz au fost dăruite de regele Carol I al României și sunt din epoca reconstrucției clădirii.

### Iconografia

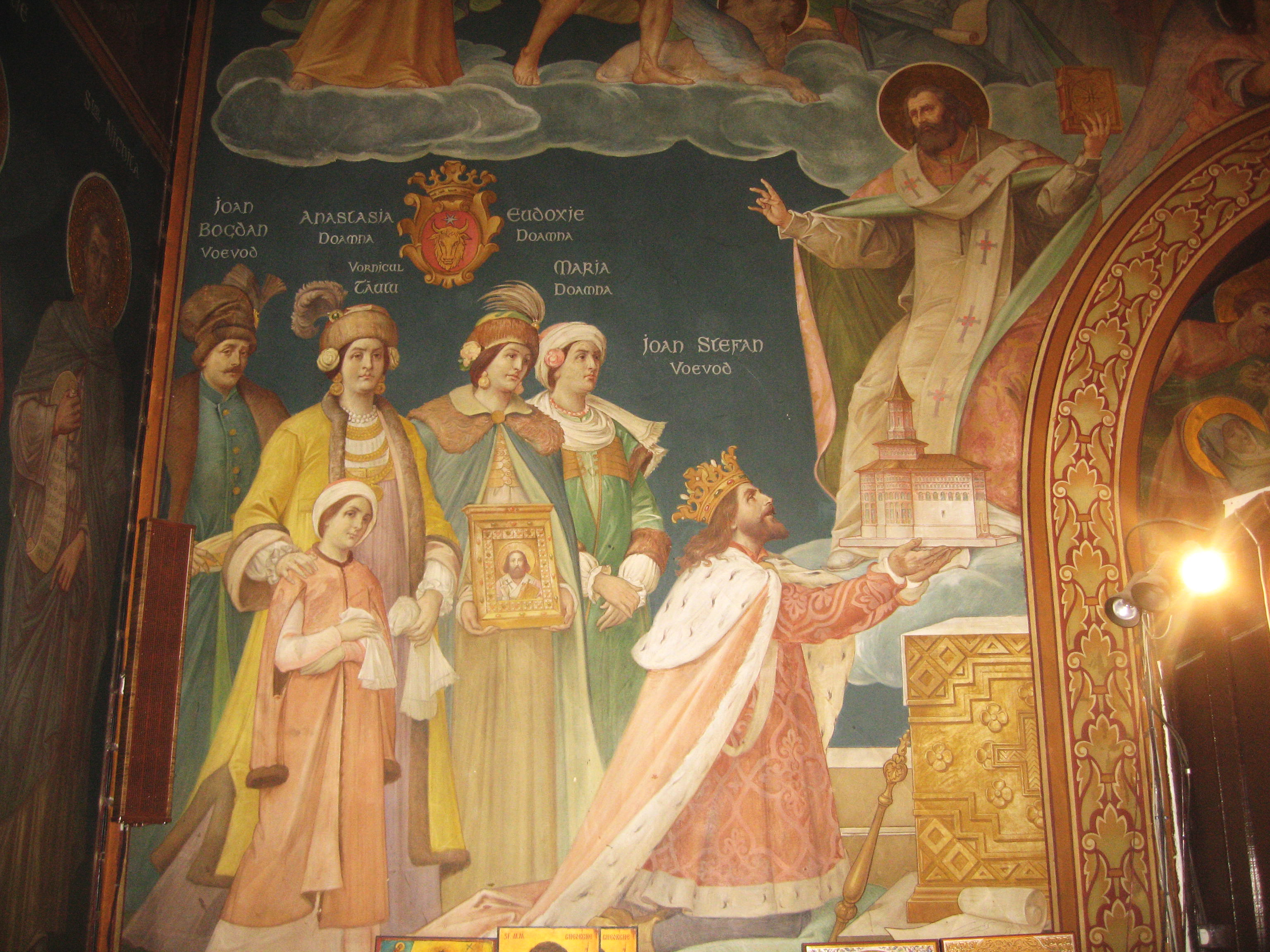
Tabloul votiv actual din biserică, reprezentându-l pe Ștefan cel Mare cu membri ai familiei sale.

Biserica a fost pictată în vremea lui Ștefan cel Mare. Trifon Korobeinikov, care a călătorit în Moldova în 1593, relata că pe pereții bisericii erau zugrăvite praznicele împărătești și proorocii, iar altarul era zugrăvit pe dinafară, dinspre curte. Specialiștii susțin că pictura exterioară pe care a văzut-o călătorul rus se referă la sfinții pictați în ocnițele bisericii.
Lăcașul de cult a fost repictat în perioada 1677-1679. Pictarea bisericii a început în timpul lui Antonie Ruset, dar cum acesta a fost mazilit, finalizarea picturii de la ferestre în jos a fost finalizată de urmașul său pe tron, Gheorghe Duca. Fiind afectată de incendii care au deteriorat pictura, biserica a fost repictată în timpul domniei lui Ioan N. Mavrocordat (1743-1747).
Singura descriere a iconografiei bisericii de dinainte de reconstruire este făcută în 1885 de episcopul Melchisedec Ștefănescu (1823-1892). Pe peretele vestic al bisericii construite de Ștefan cel Mare, în stânga, se afla un tablou votiv în care erau pictați voievodul ctitor, Doamna Evdochia și Bogdan Voievod. Cum la momentul construirii bisericii, Doamna Evdochia murise de mult (în 1467), iar soția lui Ștefan cel Mare era Maria Voichița, episcopul Melchisedec presupune că tabloul votiv fusese repictat în timpul lui Antonie Ruset.
Între Doamna Evdochia și Bogdan Voievod era pictată o inscripție în versuri în limba greacă, pe care Melchisedec o găsea parțial ștearsă și care a fost tradusă de profesorul Constantin Erbiceanu (1838-1913) de la Seminarul de la Socola astfel:
"Mai fericită este casa voastră decât a lui So(lomon)

Câți cu sfârșit bun ați părăsit viața (aceasta).

Întrebat de Domnul a zis (...)

De la aceștia statul a devenit o unitate, și pe Bogdan

Domnul cel glorios al Moldaviei laud,

Carele din ei s'a născut, patria sa a stăpânit-o,

Și a domnit cu cucernicie și foarte liber,

Pentru care și după moarte ești fericit."

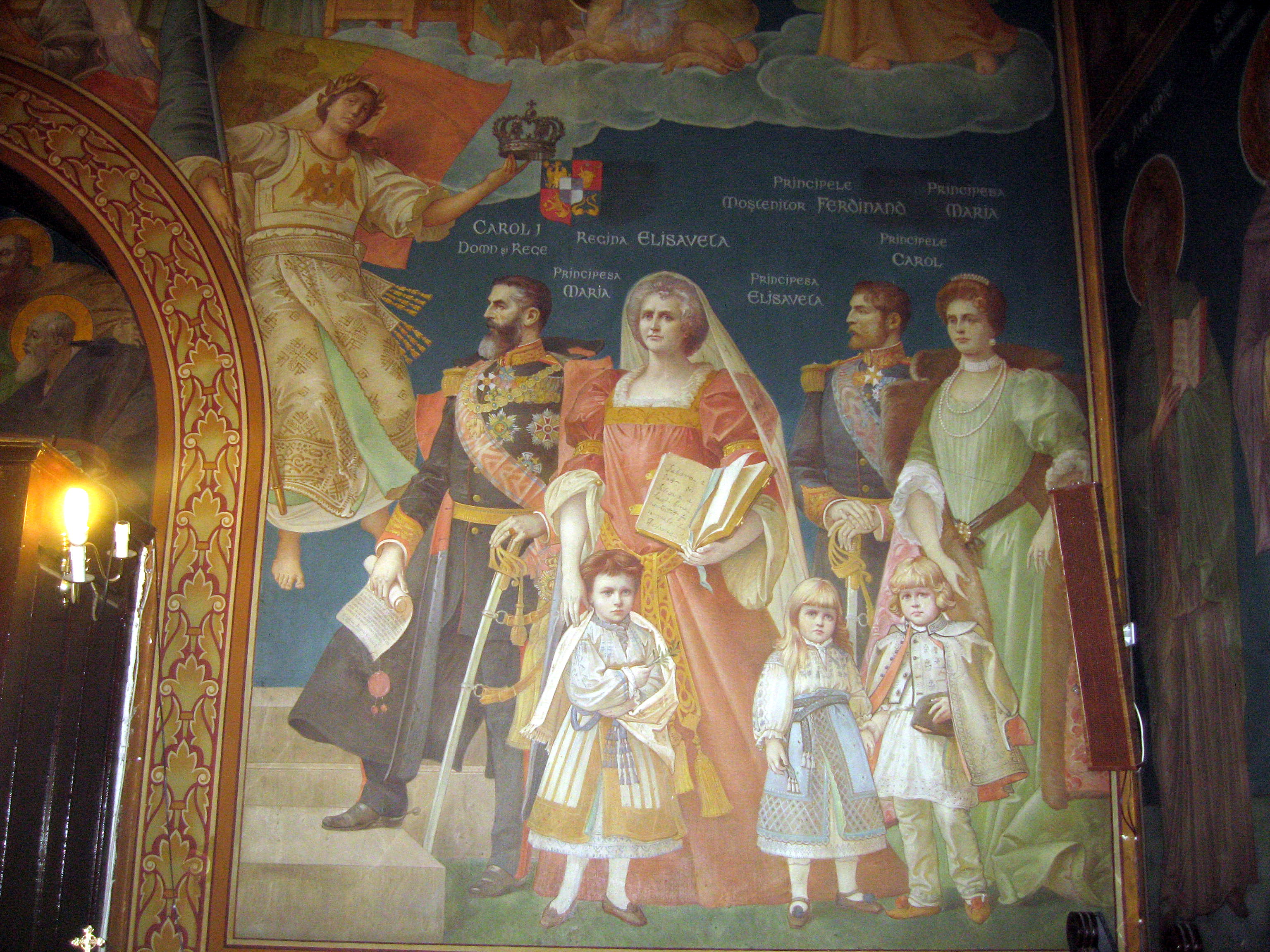
Tabloul votiv al regelui Carol I cu soția și fiica lor, și al principelui moștenitor Ferdinand, cu soția și primii doi copii.

În partea dreaptă a peretelui vestic al bisericii lui Ștefan cel Mare se aflau pictați membrii familiei lui Antonie Ruset și cei ai lui Gheorghe Duca (domnitorul, Doamna Anastasia și fiul lor, Constantin Duca Voievod), în timpul cărora s-au repictat pereții interiori ai bisericii. Și pe acest tablou se afla o inscripție în limba greacă, în care era lăudat domnitorul Gheorghe Duca, din care s-a putut citi doar: O prea glorioasă fală (...) și primul principe al Moldovei, și ilustră fală a ortodoxiei și cea mai fericită mărire a virtuții, deși domnești (...).
Pe peretele estic al adaosului bisericii se afla zugrăvită Judecata de Apoi și chinurile iadului, iar pe peretele vestic se afla următoarea inscripție în limba greacă: Văzând omule starea cea goală și dumnezeiasca judecată, tribunalul cel înfricoșat și pe Dumnezeu judecător, îi ia de mijlocitori către Domnul, pentru păcatele cele lipsite de desvinovățire, pe îngerii ce bine stau ca niște păzitori. Vezi flacăra cuptorului și înțelepțindu-te, primește această judecată.
Un număr de 25 de fresce aflate pe pereții bisericii înainte de reconstrucția acesteia au fost decapate, fiind păstrate o perioadă în Muzeul de artă religioasă de la Biserica Sfântul Gheorghe - Mitropolia Veche din Iași , iar în prezent sunt expuse în Sala Gotică din curtea Mănăstirii „Sf. Trei Ierarhi”. Printre acestea se află chipuri din tabloul votiv al celor doi ctitori (Antonie Ruset și Gheorghe Duca) din secolul al XVII-lea, figuri de sfinți, scene de luptă etc.
Odată cu reconstruirea bisericii în 1884-1904, pereții și bolțile au fost repictate în frescă, pe fond albastru, de către francezii Boris Bernard, Emile Picot și P. Mauretal. André Lecomte du Noüy a afirmat că pictura nouă a păstrat fondul albastru de la pictura veche, din cauza căruia biserica este destul de întunecoasă în interior, lucru amplificat și de ferestrele înguste. Armonia severă a acestei decorațiuni religioase este estompată de nimburile aurite ale sfinților.
Pe peretele vestic al bisericii este reprezentată familia lui Ștefan cel Mare (în stânga intrării) și familia regelui Carol I (în dreapta intrării). În fresca din stânga intrării sunt pictați Ștefan cel Mare, Doamna Maria Voichița, Doamna Evdochia de Kiev (numele său este ortografiat greșit ca Eudoxie Doamna) , Bogdan al III-lea, Doamna Anastasia și vornicul Ioan Tăutu.
În fresca din dreapta intrării sunt pictați regele Carol I, regina Elisabeta, principesa Maria, principele moștenitor Ferdinand (viitorul rege Ferdinand I), principesa Maria (viitoarea regină Maria), principesa Elisabeta și principele Carol (viitorul rege Carol al II-lea). Copiii regali poartă costume populare românești.
În ocnițele și firidele bisericii sunt pictate în frescă 282 de figuri. Pe lângă figuri de sfinți și de personaje biblice sunt reprezentați și filosofi sau scriitori din perioada precreștină cum ar fi: Sofocle, Tucidide, Platon, Aristotel, Filon, Apolonie etc. Lecomte du Noüy afirmă că procedeul pictural folosit duce la o conservare a frescelor pe o perioadă îndelungată, acestea fiind considerate aproape inalterabile.

## Obiecte de patrimoniu

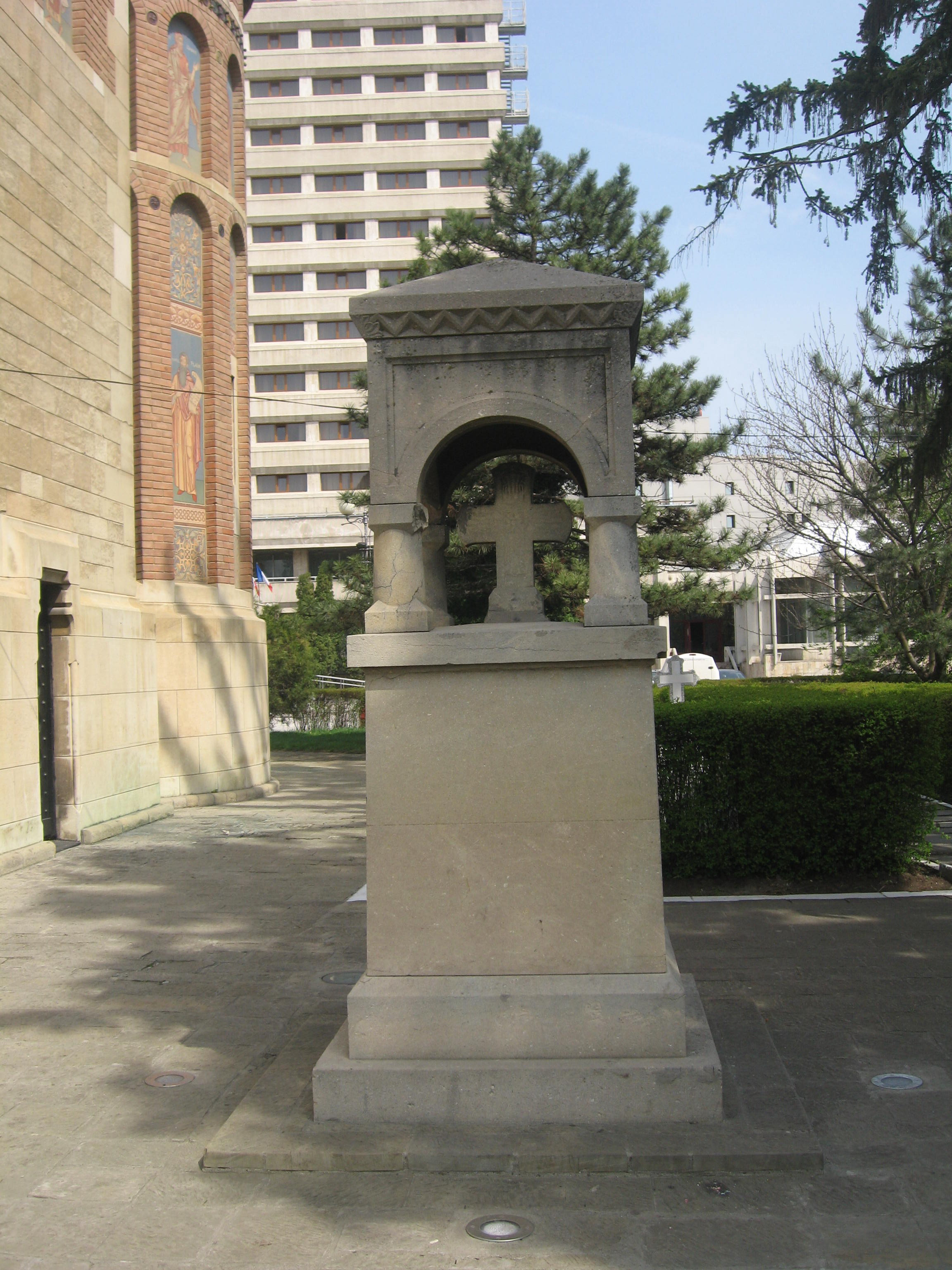
Troiță amplasată pe locul unde s-a aflat altarul „Sf. Varvara”.

Fiind biserică domnească, ea a fost înzestrată în decursul timpului cu multe obiecte de cult valoroase. Toate cărțile și obiectele de cult dăruite de Ștefan cel Mare s-au pierdut. Printre obiectele de valoare care s-au aflat în patrimoniul bisericii sunt de menționat următoarele:
- o Evanghelie scrisă de mână pe pergament și îmbrăcată în argint. Aceasta a fost donată în 1502 de Ștefan cel Mare Bisericii "Sf. Ioan" din Piatra Neamț. Pe una din pagini se află o notă în limba slavonă tradusă de arhiereul Filaret Scriban astfel: Binecredinciosul Ștefan Voievod, cu mila lui Dumnezeu Domnul Țării Moldovei, fiul lui Bogdan Voevod, din dragoste către cuvântul lui Iisus Hristos, din râvnă și sârguință, au dat de s-au scris și s-au ferecat acest Tetraevanghel. Și l-au dat pentru pomenirea sa și a doamnei sale Maria, și a fiilor lor, la biserica curții lor, care este pe Bistrița, unde este hramul Nașterea cinstitului și slăvitului prooroc Ioan. În anul domniei noastre al 46-lea. Și s-au săvârșit cu mâna mult păcătosului ieromonah Spiridon din Mănăstirea Putna, anul 7010 aprilie 23.[7] Această evanghelie este păstrată în prezent la Muzeul Național de Artă al României.[37]
- două sfeșnice de bronz masiv, înalte de 1,72 m, donate de Antonie Ruset. Acestea sunt decorate în stilul Renașterii italiene, având stema Moldovei pe bulbul din mijloc și în jurul ei următoarea inscripție: Antonie Ruset voevoda i gospodzu.[70]
- un chivot de argint aurit, de forma unei bisericuțe cu trei turnulețe, având sculptată pe el stema Moldovei. Acest obiect a fost dăruit de Antonie Ruset în 1678, având următoarea inscripție în limba română cu caractere chirilice: Acest sfânt chivot l-au făcut Io Antonie Ruset Voievod, din mila lui Dumnezeu Domn al Țării Moldovei. Și l-a dat la Sfânta Mitropolie unde este hramul Sfântul Nicolae, în Iași (veleat) 7186 și de la Hristos 1678.[70]
- o cristelniță de argint donată de Antonie Ruset în 1678, având sculptată pe ea stema Moldovei, precum și următoarea inscripție în limba română cu caractere chirilice: Această cristelniță datu-o-au Antonie Ruset Voievod, din mila lui Dumnezeu Domnul Țări Moldovei, la Sfânta Mitropolie unde iaste hramul Sti. Nicolae, în Iași, pentru pomana sa. V(ă)leat 7186, iar de la Hristos 1678, luna martie 24 zile.[33] Cristelnița este păstrată în prezent la Muzeul Național de Artă al României.[70]
- un panaghiar lucrat în lemn și ferecat în argint aurit, dăruit de Antonie Ruset la 8 aprilie 1678. Pe îmbrăcămintea metalică se află săpată următoarea inscripție în limba slavonă: Cinstitorului și de Hristos iubitorului Io Antonie Ruset Voievod, în anul 7186 luna aprilie 8.
- un aer din catifea brodat cu fire de aur
- o coroană de argint aurit de la o icoană a Maicii Domnului, cu o inscripție în limba română: Această coroană la chipul Maicii Domnului au făcut-o Andrei și Ilie, fii lui Neculaiu cupețu și cu maica lor Ștefana, întru a lor pomenire și a neamului lor, v(ă)l(ea)t 7258 fev(ruarie) 3.
- o coroană de argint aurit cu următoarea inscripție: Această sfântă coroană a făcut-o Anton Zlătaru pentru pomenirea sufletului său și a soției lui Catrina, l(ea)t 7270 oc 5 dni.
- un fragment din îmbrăcămintea unei icoane de argint, cu următoarele litere săpate: l(ea)t 7269 martu 17, Anton, Catrina.
- un vas de marmură, găurit la fund, unde se turna apa după botez, care a fost donat de geambașul Dima. El a fost văzut de episcopul Melchisedec în altarul „Sf. Ștefan”; înaltul ierarh a notat două inscripții cu caractere chirilice amplasate pe laturi diferite ale acestui vas: Leat 6984 (=1476), a bisericei lui Sfeti Neculai, ce sau făcut de Ștefan Vodă și Leat 1770 Mart 23, Dima Geambaș.[33] În anii '70 ai secolului al XX-lea, Nicolae Grigoraș scria că acest vas a fost distrus.[49]
- o icoană a Sf. Mina, considerată făcătoare de minuni, la care se rugau mulți credincioși ieșeni pentru vindecarea de boli și izbăvirea de necazuri. După începerea lucrărilor de restaurare la biserică, această icoană a fost dusă de preotul paroh Gavriil Ursu în Casa cu arcade, unde fusese amenajat un paraclis.[71] După restaurarea bisericii, icoana a fost mutată la Biserica „Sf. Constantin și Elena” (filială a Bisericii „Sf. Nicolae Domnesc”) și apoi la Biserica „Sf. Andrei”.[33][49]
- două clopote vechi care au fost turnate din nou în anul 1817 se află acum în curtea Mănăstirii „Sf. Trei Ierarhi”. Pe clopotul mai mare se află următoarea inscripție cu caractere chirilice: Acest clopot a besearicii sfântului ierarh Nicolae cel Mare din Iași sau înnoit de Preasfințitul Mitropolit Gavriil Calimachi, la anul 1774, iară acum stricândusă sau prefăcut de iznoavă în zilele Preasfințitului Mitropolit al Moldaviei Kirio Kirio Veniamin Costachi, prin oserdiia și agiutoriul Preacuviosului protosinghe(l) Kir Isaia și altor pravoslavnici creștini. Și sau lucrat în Sfânta Mitropolie, la anul 1817, oct(ombrie) 13 zile. Veniamin, mitropolit Moldaviei. Sfintul Ierarh Nicolae., la care s-a adăugat ulterior o inscripție cu caractere latine: Adus de la Iași de Patriarhul Justinian în anul 1954. Pe clopotul mai mic se află o altă inscripție cu caractere chirilice și anume: Acest clopot sau făcut din nou în zilile Prea Înălțatului Domn Io Scarlat Alecsandru Calimah V(oie)vod și a Prea osfințitului Mitropolit Kirio Kirio Veniamin Costachi, cu agiutoriul pravoslavnicilor creștini, întru cinst(irea) sfintului ierarh Nicolae, ce au fost Mitropolia veache, iar acum metoh. La anii dela H(risto)s 1817 iunie 30.[49]

## Imagini

Biserica „Sf. Nicolae Domnesc” Iași
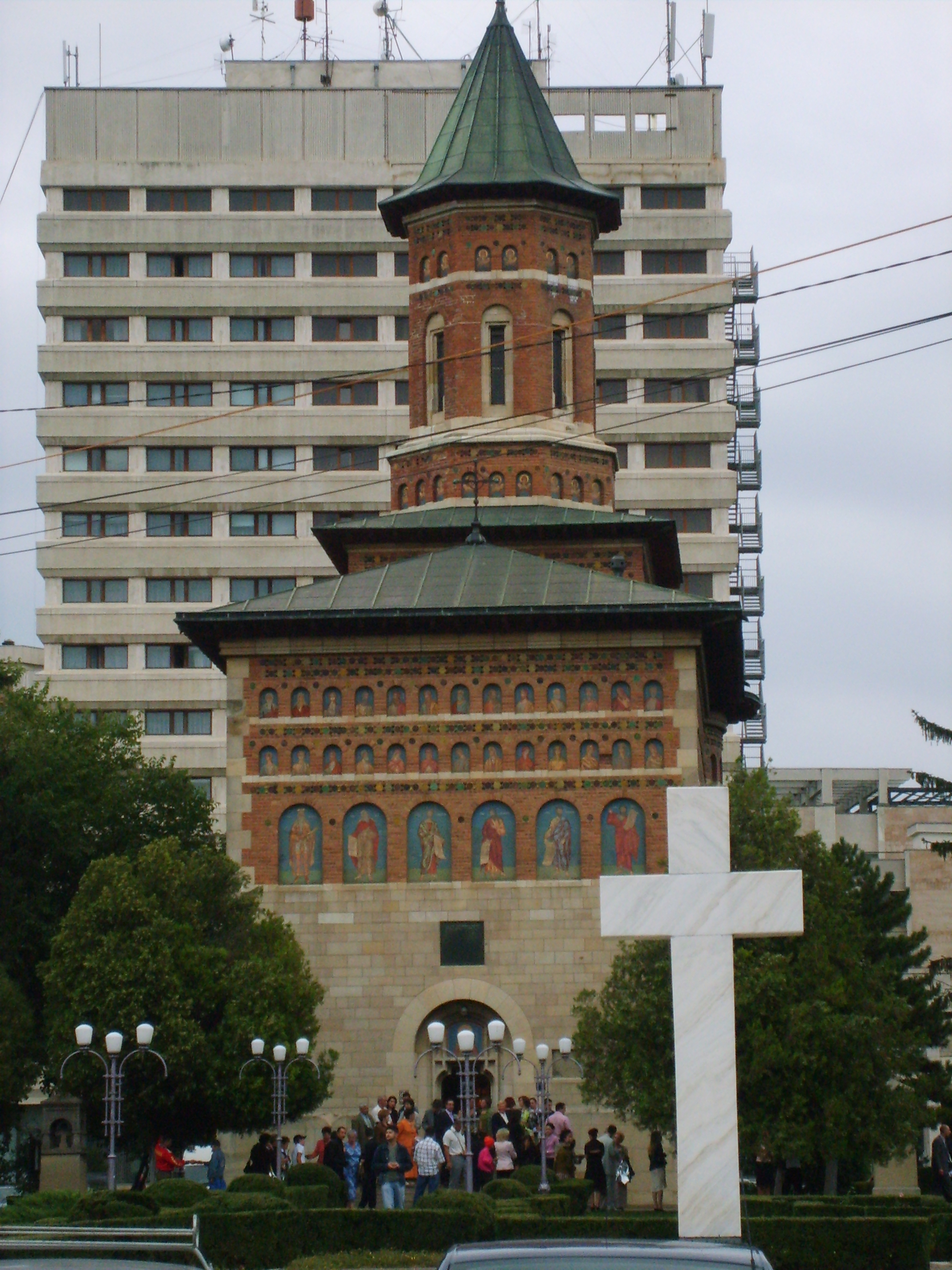
Biserica „Sf. Nicolae Domnesc”
Detaliu pictura exterioară
Detaliu pictura exterioară
Detaliu pictura exterioară
Detaliu pictura exterioară
Detaliu pictura exterioară
Detaliu pictura exterioară
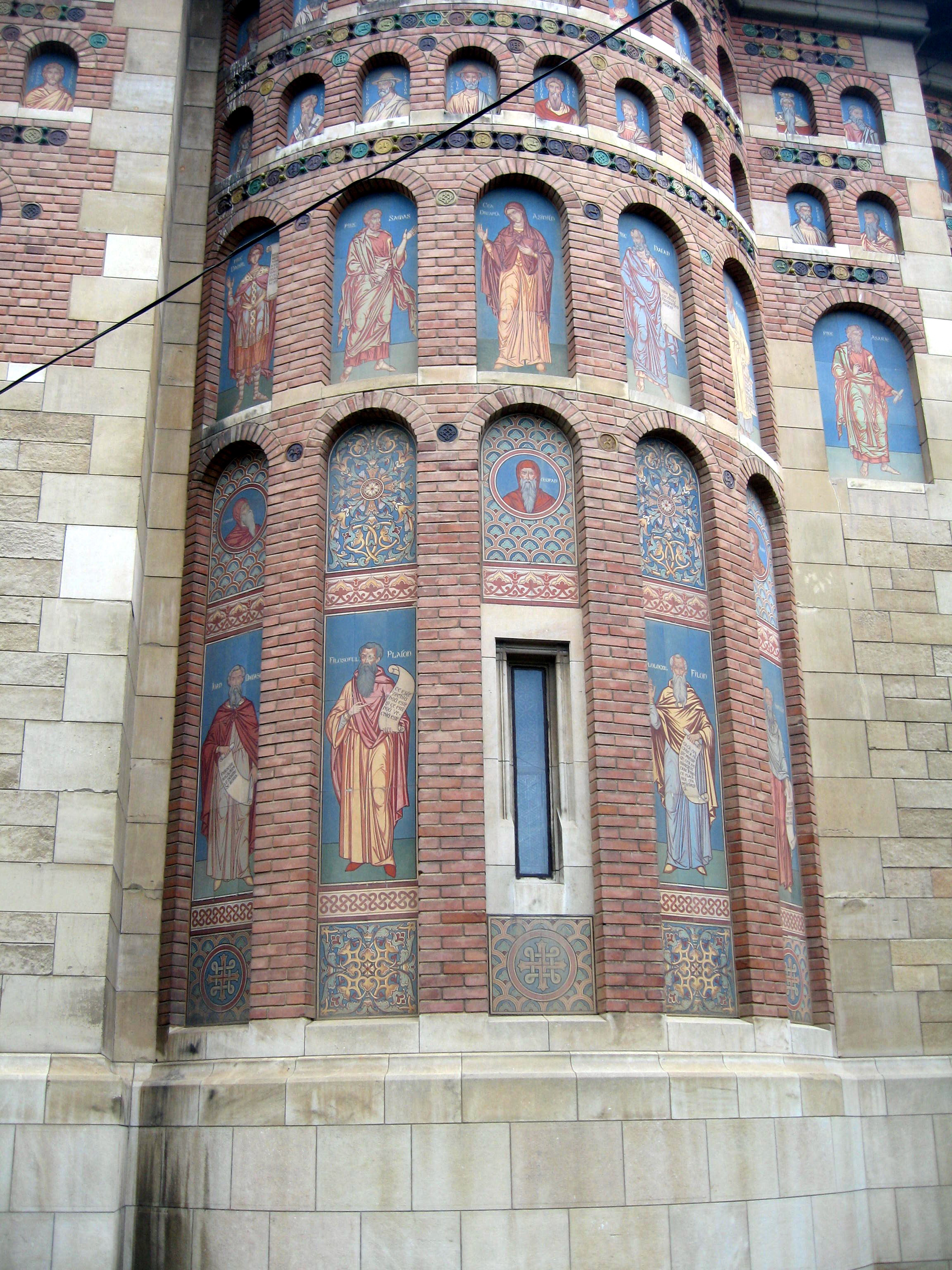
Picturi în firidele absidei laterale
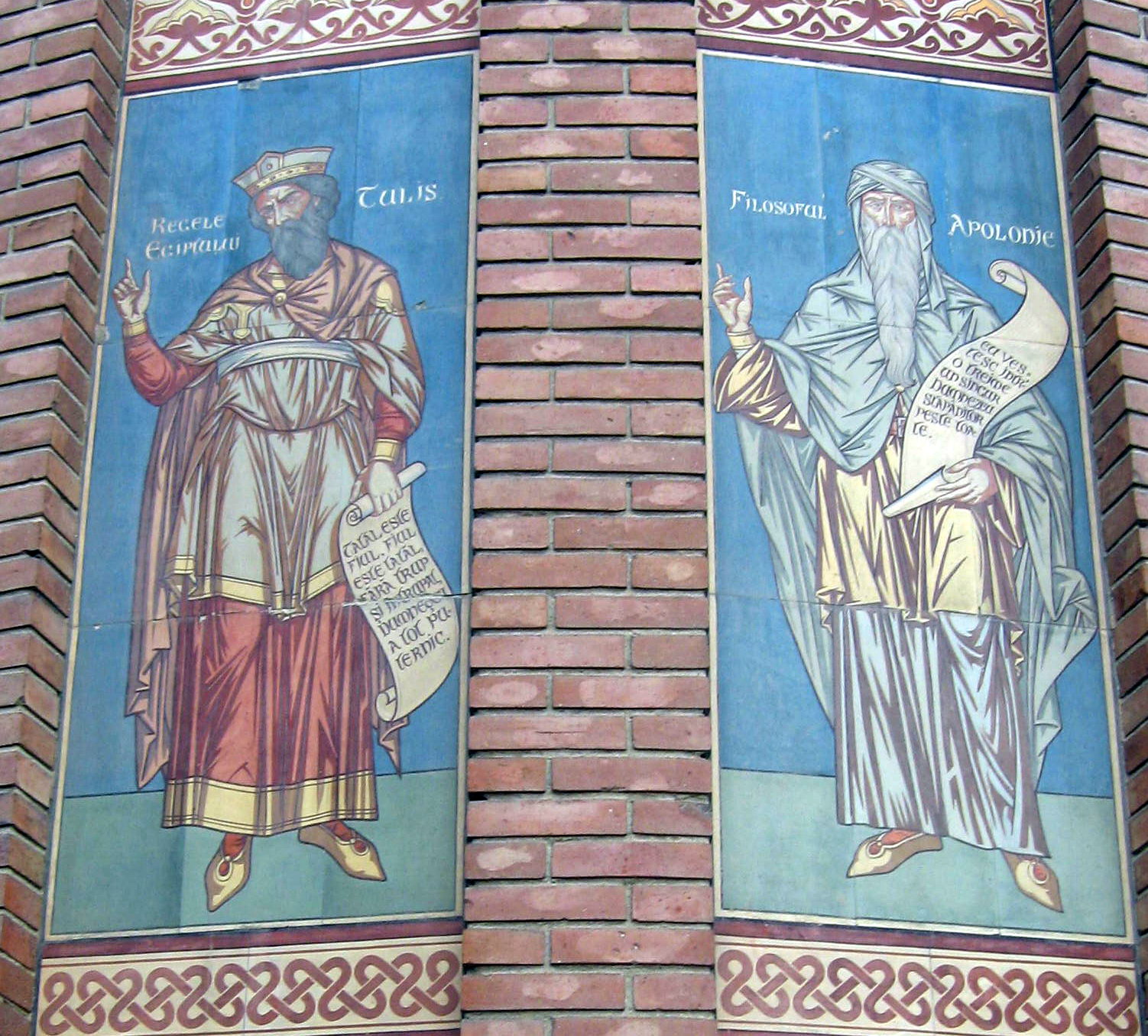
Picturi în firidele absidei laterale - detaliu cu regele Tulis al Egiptului și cu filosoful Apolonie
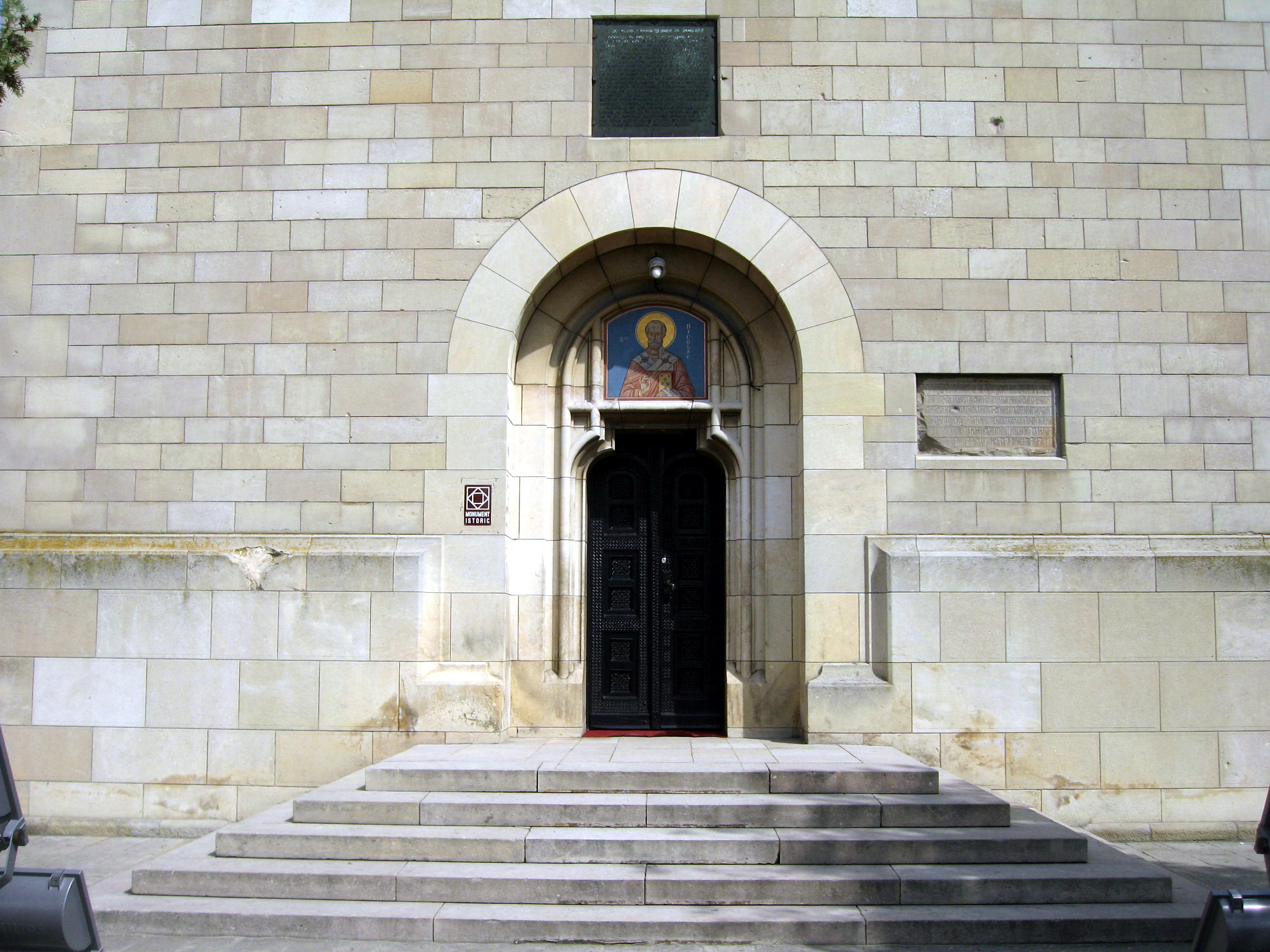
Portalul de intrare în biserică
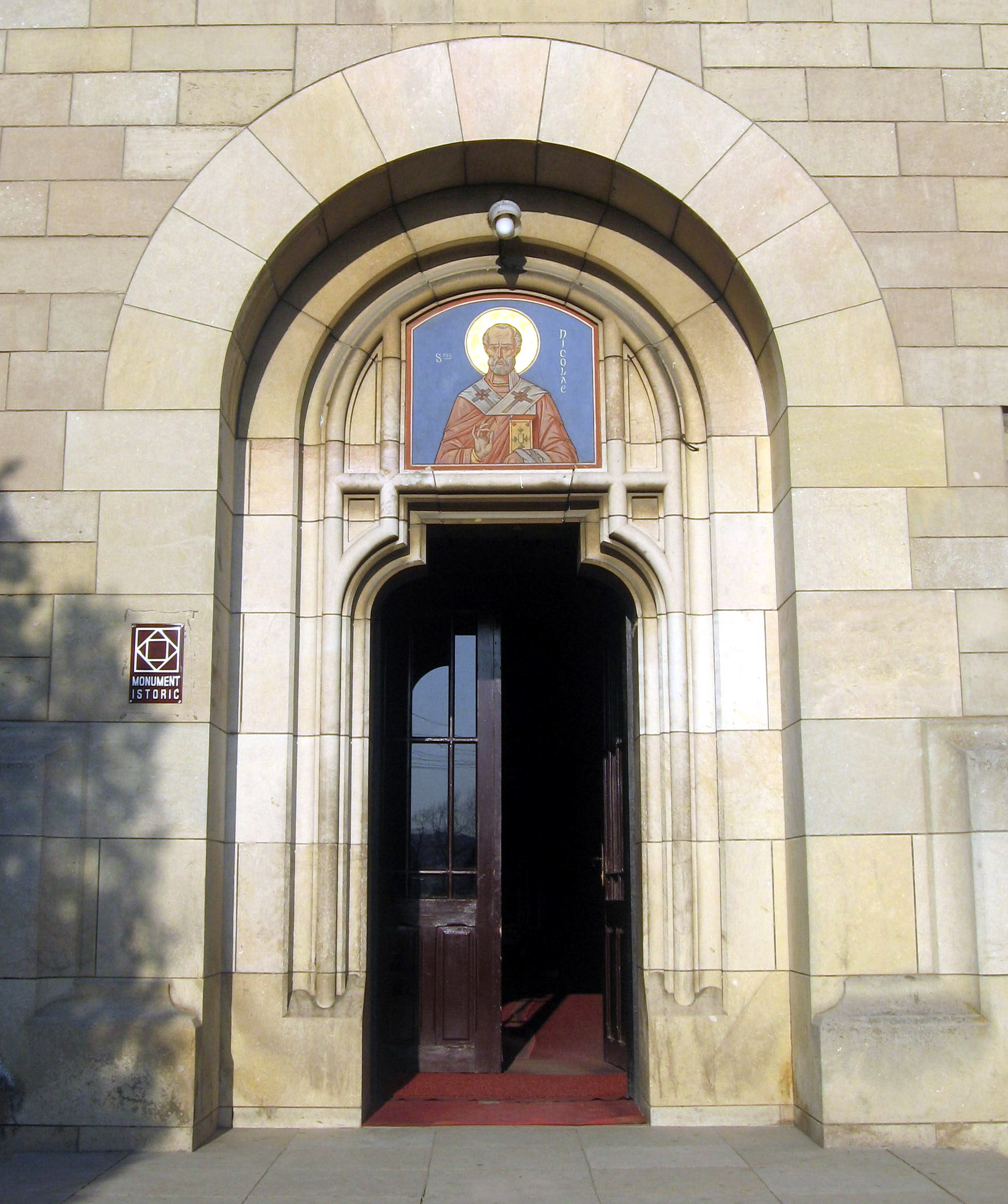
Portalul de intrare în biserică
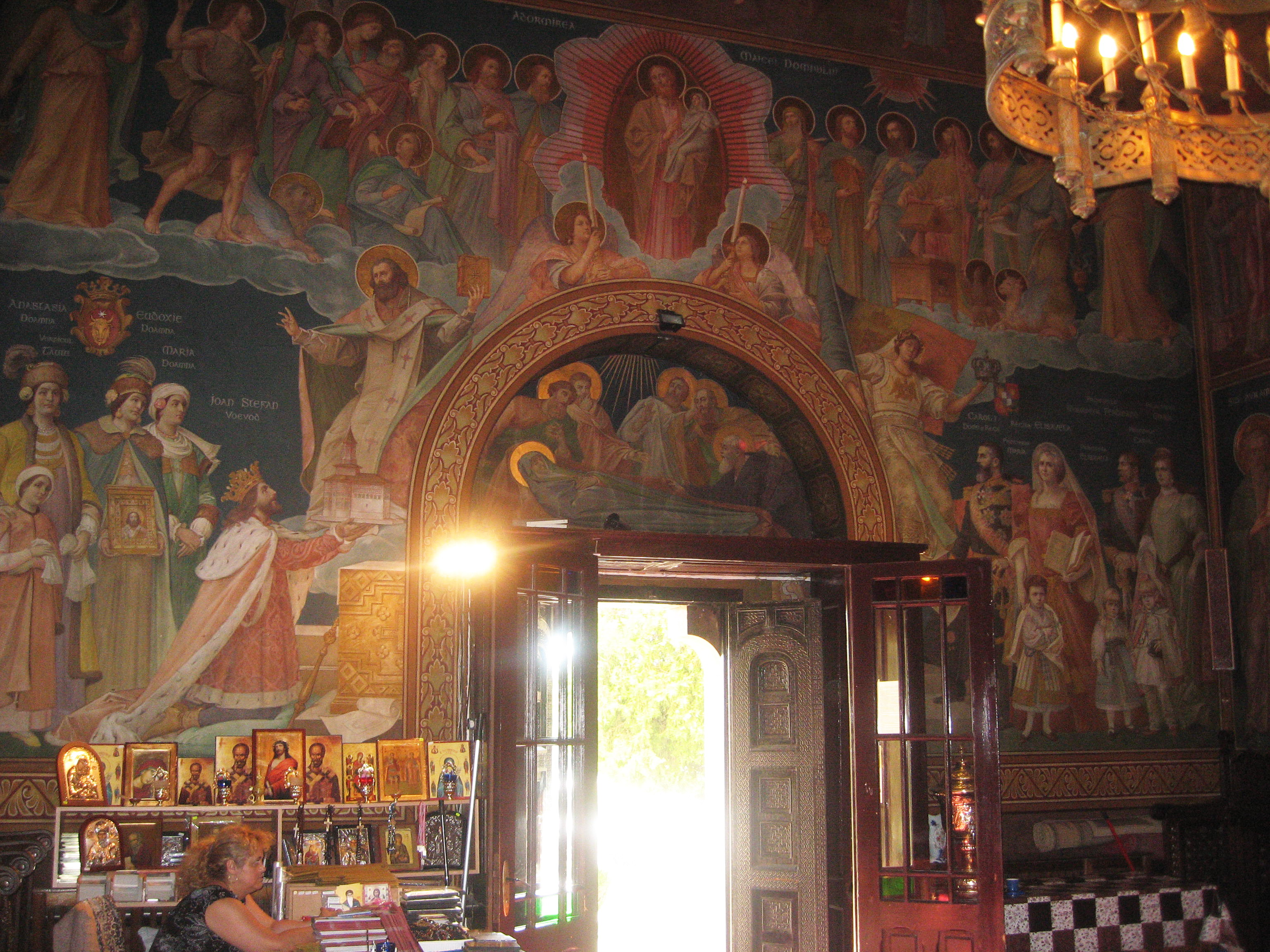
Peretele interior vestic al bisericii
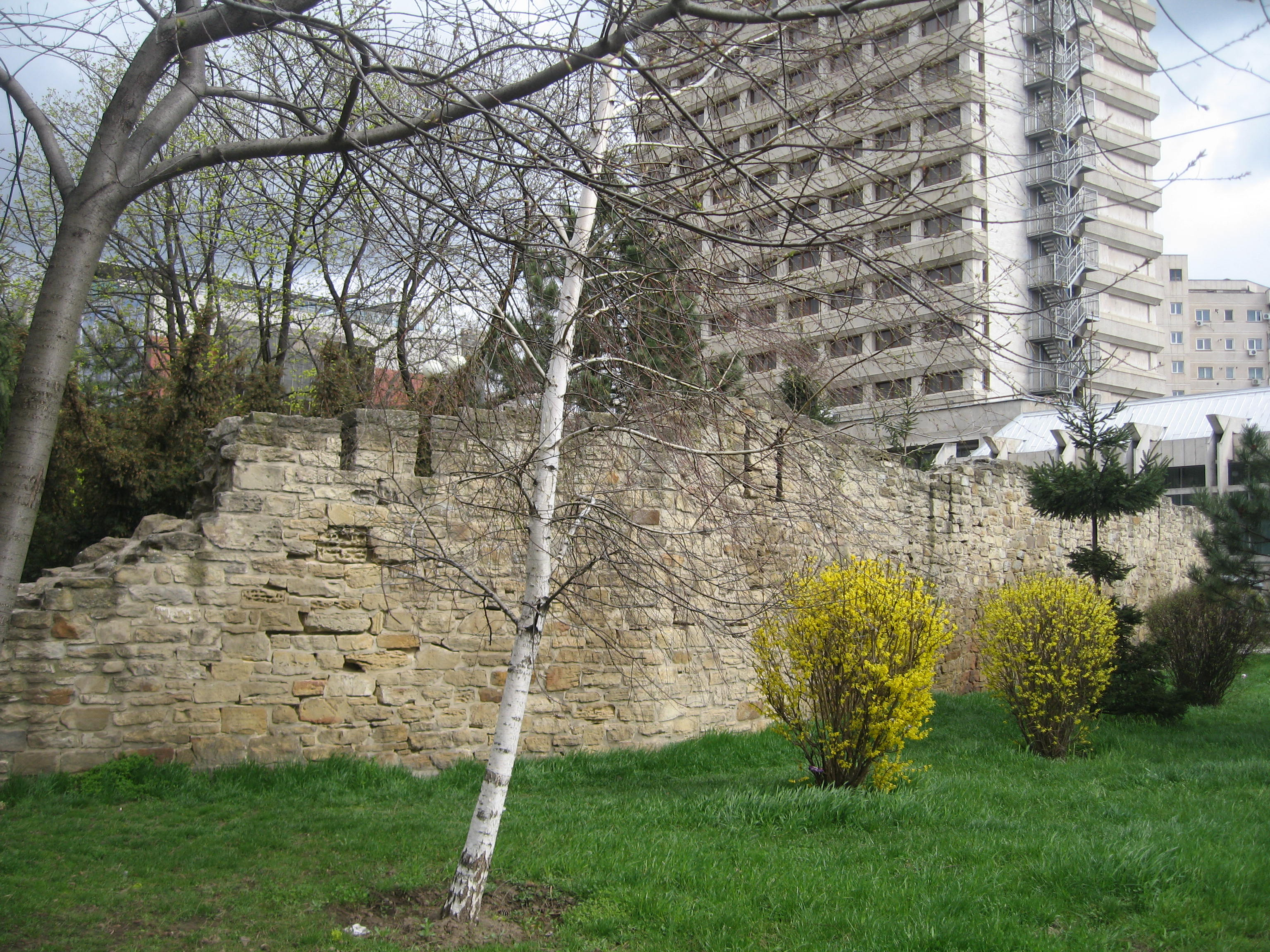
Ruinele zidului de incintă de pe latura sudică
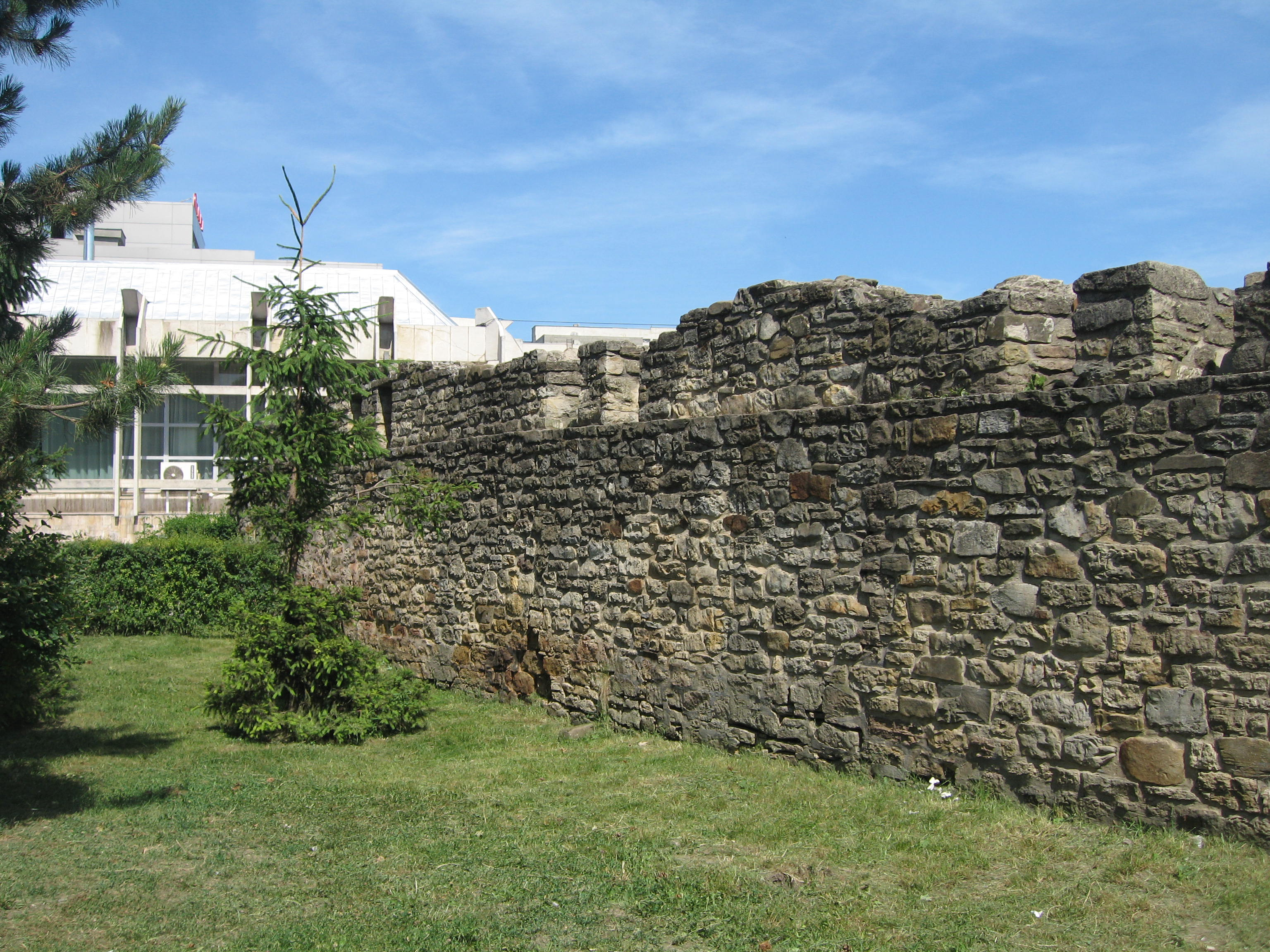
Ruinele zidului de incintă de pe latura sudică
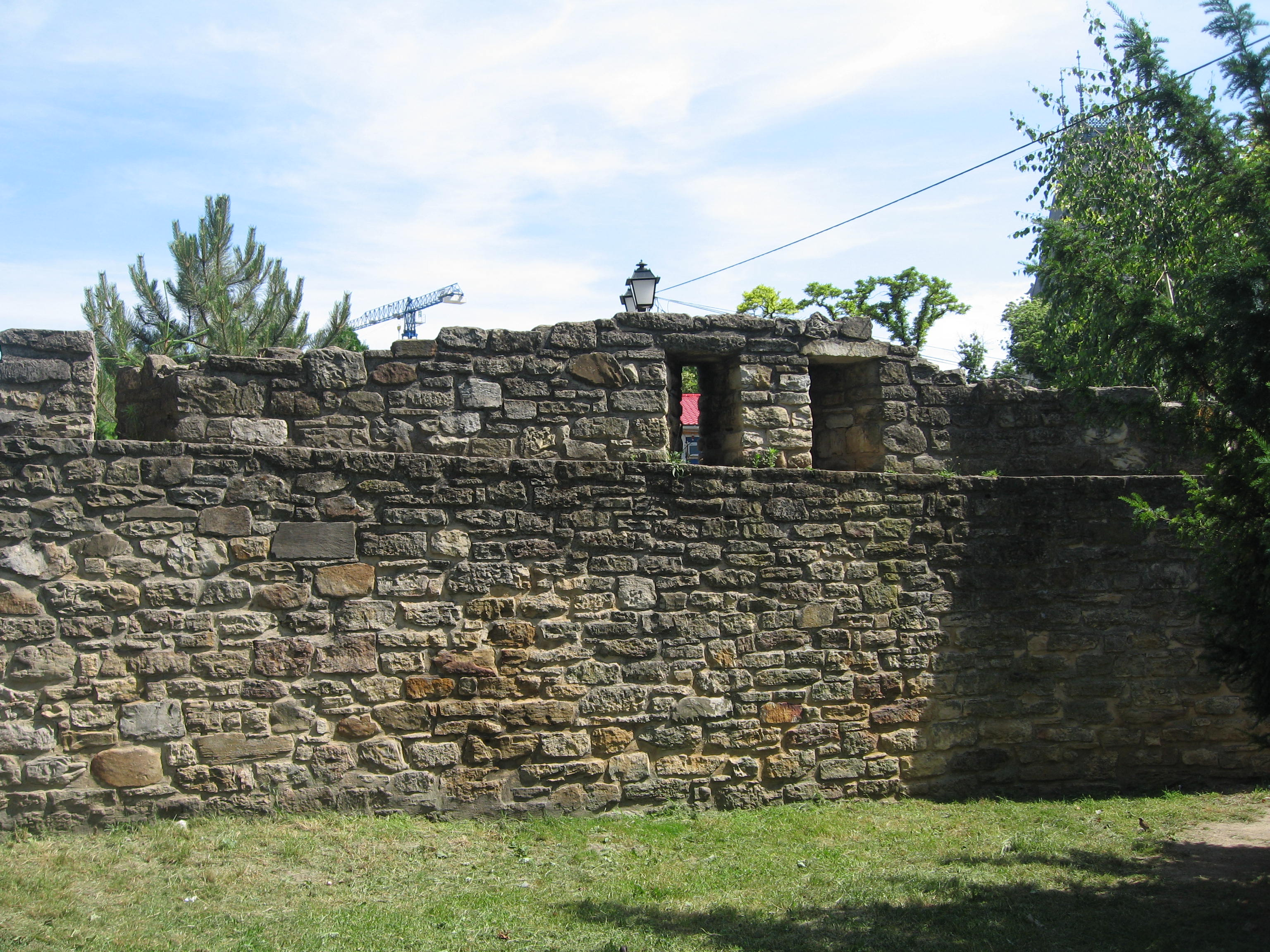
Ruinele zidului de incintă de pe latura sudică
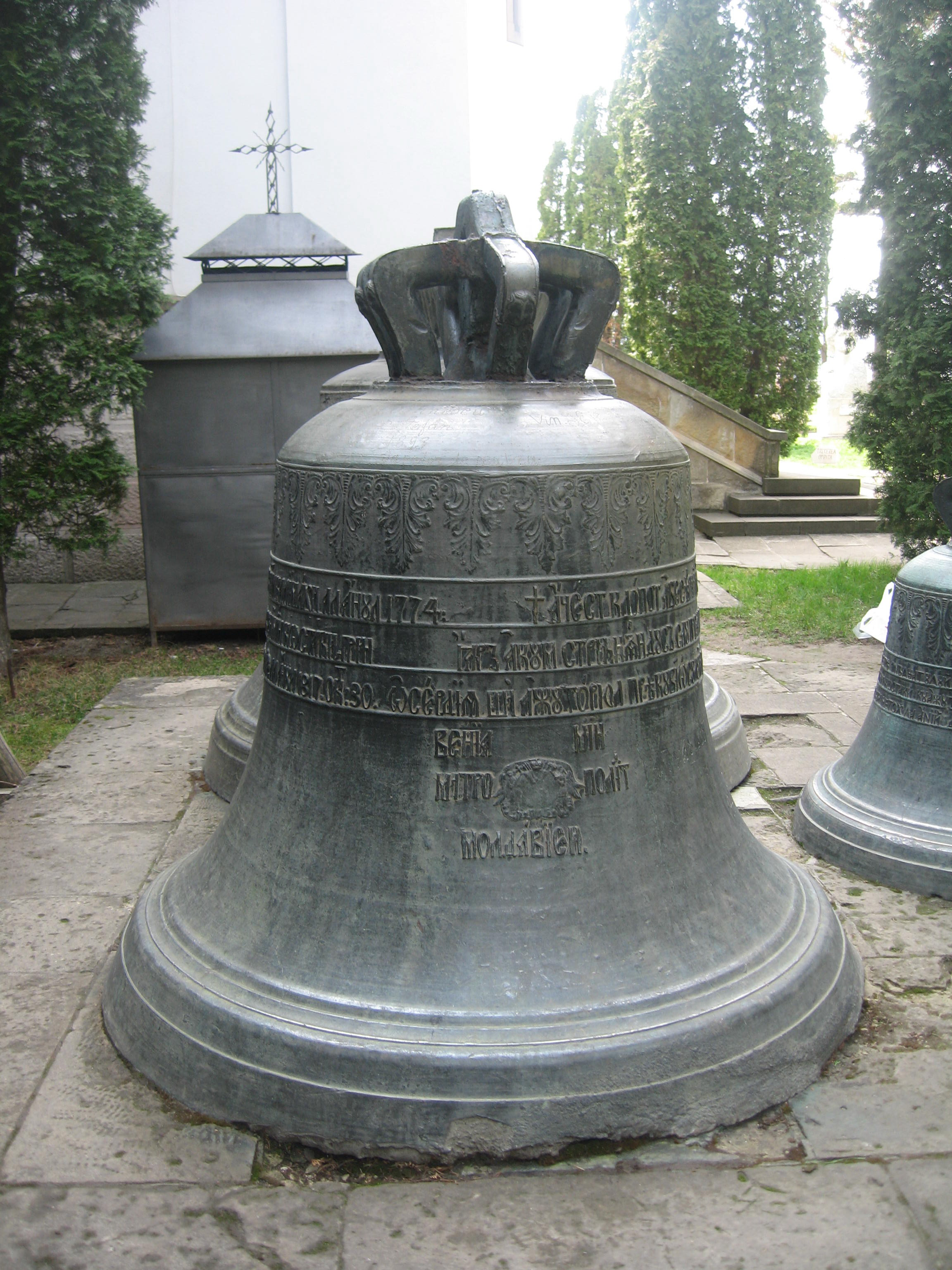
Clopotul mai mare aflat în curtea Mănăstirii „Sf. Trei Ierarhi”
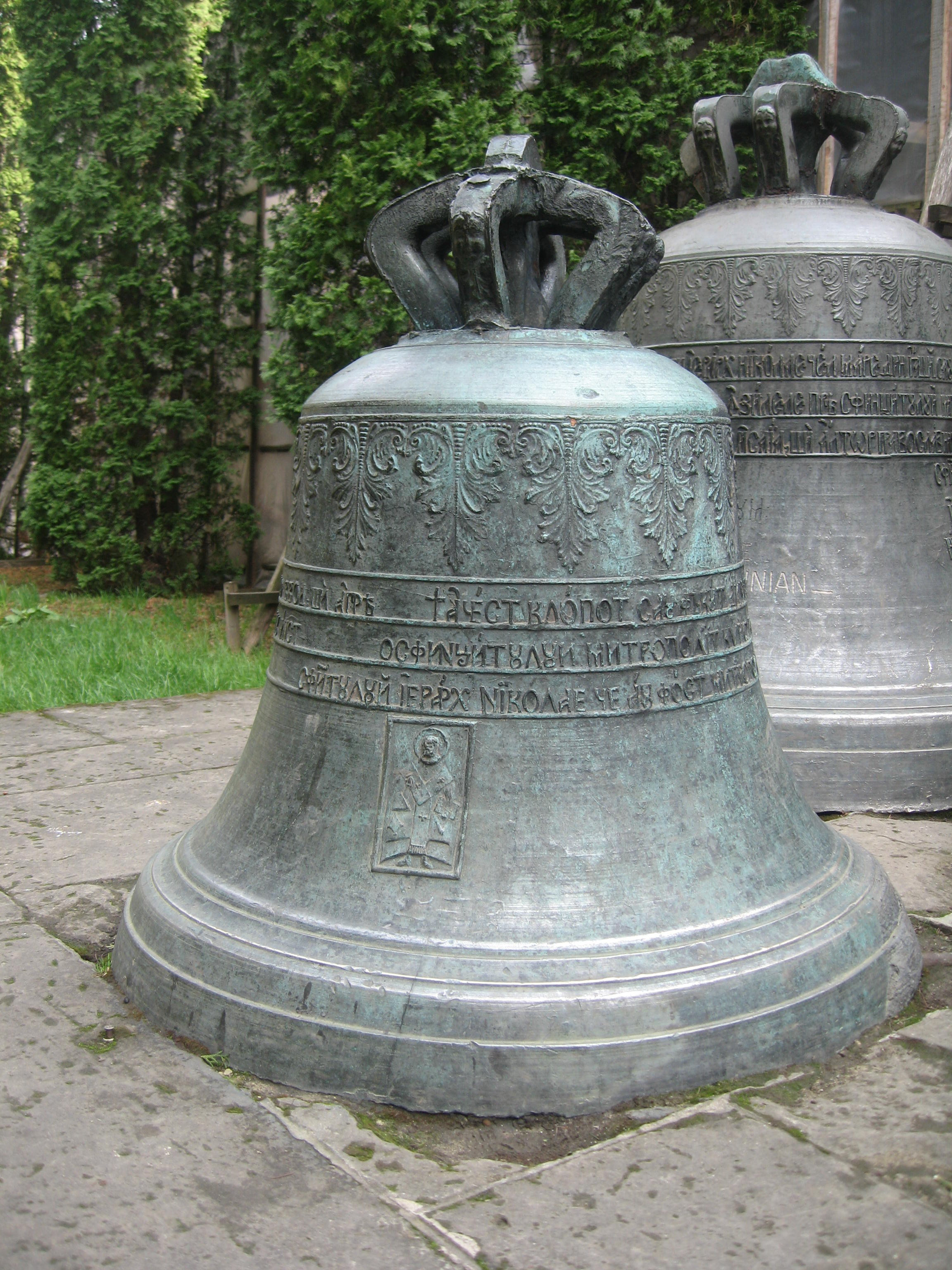
Clopotul mai mic aflat în curtea Mănăstirii „Sf. Trei Ierarhi”